# Heinrich IV., Teil 1

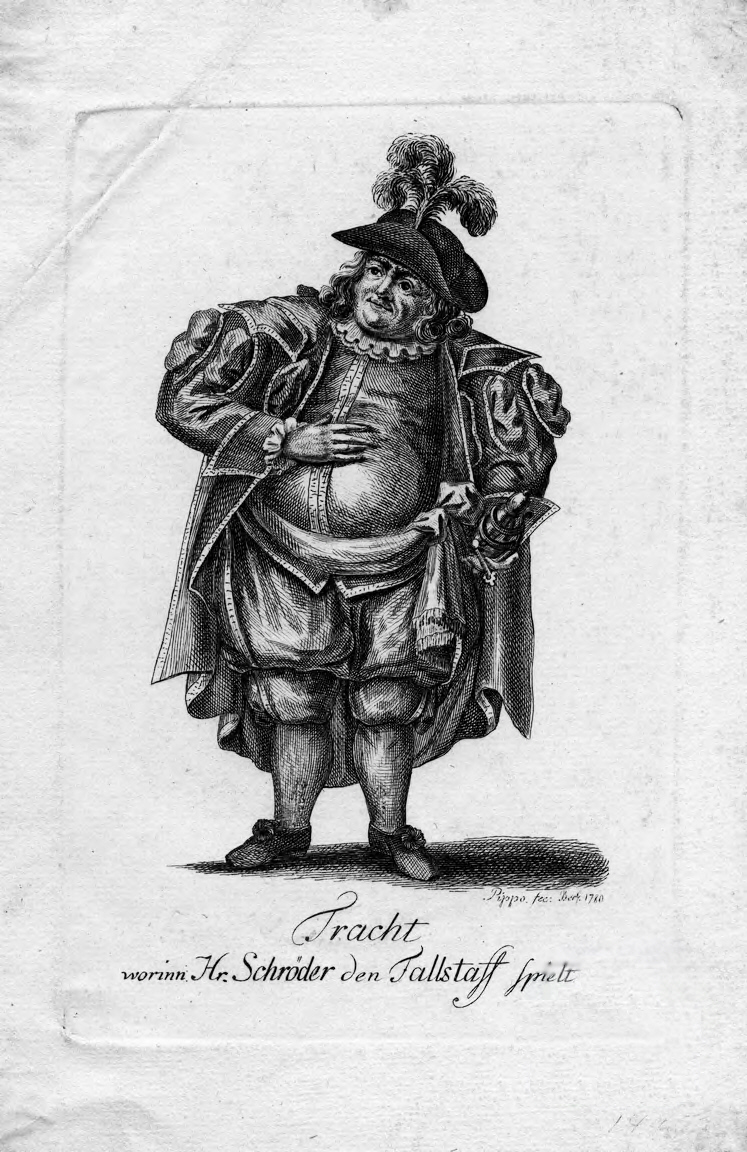
Friedrich Ludwig Schröder als Falstaff um 1780

Heinrich IV., Teil 1 (frühneuenglisch The First Part of Henry the Fourth, with the Life and Death of Henry Sirnamed Hot-Spurre) ist ein Historiendrama von William Shakespeare. Das Werk handelt von der Regierungszeit Henry Bolingbrokes (1366/1367–1413, König von England von 1399 bis 1413) als König Heinrich IV., beschreibt die von Henry Percy (1364/1366–1403) gegen den König angeführte Rebellion und die Erlebnisse von Prince Harry und Sir John Falstaff. Das Drama ist Teil der sogenannten Lancaster-Tetralogie und spielt im England der Jahre 1402/03. Shakespeares Hauptquelle für das Stück war die 1587 erschienene zweite Auflage von Raphael Holinsheds Chronicles of England, Scotland, and Ireland. Der Autor hat das Stück vermutlich spätestens Anfang des Jahres 1597 fertig gestellt und es wurde mit großer Wahrscheinlichkeit im selben Jahr aufgeführt. Es erschien erstmals 1598 in guter Qualität im Druck. Von der Quarto wurden bis 1632 acht Auflagen produziert, was als Hinweis auf die Popularität des Stückes angesehen wird. In der First Folio von 1623 erschien eine leicht veränderte Version. Das Werk ist seit seiner Entstehung beim Publikum in England beliebt und genießt unter Kritikern ein hohes Ansehen. Die Figur des „dicken Ritters“ Falstaff hat in Form zahlreicher Adaptionen ein Eigenleben außerhalb des Werkes entwickelt und wird von vielen Gelehrten neben Hamlet und Cleopatra als bedeutendste Charakterzeichnung Shakespeares angesehen. Auf den Bühnen des Kontinents wird das Stück überwiegend in Kombination mit Heinrich IV., Teil 2 aufgeführt.

## Übersicht

### Handlungsstränge
Das Werk hat eine mehrschichtige Struktur. Der Staatshandlung ist eine Alltagswelt entgegengesetzt. In der titelgebenden Handlung geht es um die Herrschaftssicherung des Königs Heinrich und damit den Wechsel von einem mittelalterlichen Feudalsystem hin zu einer frühmodernen Staatsform mit einer starken Zentralgewalt. Der zweite Erzählpfad schildert eine komische Parallelhandlung, die in Eastcheap angesiedelt ist und in deren Zentrum der verarmte Ritter Falstaff steht. In die duale Struktur ist ein dritter Handlungsstrang eingebettet, die Legende von der wilden Jugend des Thronprinzen. Der Prinz ist die Figur, die an allen Handlungsebenen und Wertekonflikten des Dramas teilhat. Ein Seitenzweig der Handlung dreht sich um den walisischen Fürsten Glyndwr. Mit den Motiven von Musik und Zauberei erscheint Wales als ein exotischer und fremdartiger Bestandteil des Inselreiches.

### Hauptcharaktere
Die Bühnengesellschaft des Werkes umfasst drei Personengruppen. Die erste Gruppe wird von der Titelfigur König Heinrich, seinen Söhnen Harry (genannt Hal) und John sowie den Verbündeten des Königs, dem Earl of Westmorland und Sir Walter Blunt, gebildet.
Ihr gegenüber stehen die Rebellen gegen den König: Henry Percy (der Earl of Northumberland), sein Bruder Thomas Percy (der Earl of Worcester) und Henrys Sohn Harry (genannt Hotspur) sowie deren Verbündete: Lord Edmund Mortimer, der walisische Zauberer Owain Glyndwr (Mortimers Schwiegervater), der Anführer der Schotten (Archibald, Earl of Douglas), Sir Richard Vernon, Richard Scrope (der Erzbischof von York), Sir Michael (ein Gefährte des Erzbischofs) sowie die Ehefrauen von Hotspur und Mortimer, Lady Percy (auch Kate genannt) und Lady Mortimer (Glyndwrs Tochter).
Die dritte Personengruppe ist um den Ritter Sir John Falstaff und seine Kumpanen Edward Poins (genannt Ned), Bardoll und Peto gebildet. Zu ihr gehören auch der Räuber Gadshill und Mistress Quickly, die Wirtin des Boar’s Head Tavern, der Kneipe Zum Eberkopf in Eastcheap, mit ihrem Gefolge.

### Erzählte Zeit und Orte der Handlung

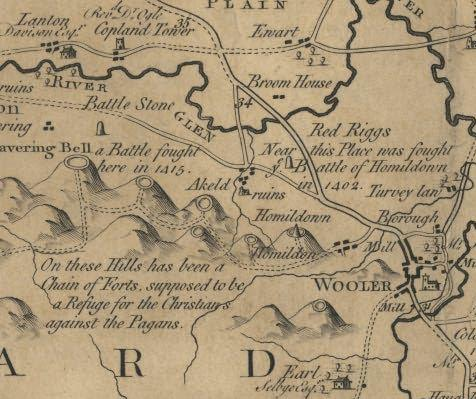
Detail aus Andrew Armstrongs Karte von Northumberland (1769). Homildon Hill (= Humbleton) liegt westlich von Wooler, Northumberland, dort fand die Schlacht von 1402 statt – der Hinweis auf der Karte findet sich „nordwestlich“ der Stadt.

Der Beginn der Handlung steht in unmittelbarem Zusammenhang mit der Schlacht bei Humbleton am 14. September 1402; ihr Ende bildet die Schlacht von Shrewsbury am 21. Juli 1403. Das Werk breitet ein Panorama von Orten in ganz England aus, insbesondere seiner Grenzen zu Wales und Schottland. Neben den beiden Orten der Schlacht von Humbleton in Northumberland im Norden und Shrewsbury an der Grenze zu Wales werden der Sitz des Bischofs von York erwähnt, die Heimat von dessen Bruder, des Lord Scrope zu Bristol, die Burg Berkeley in Gloucestershire an der Mündung des Severn zwischen Bristol und Gloucester, ein Landsitz von Richard II. und der alte Hafen Ravenspurgh an der Mündung des Humber in der Nähe von Hull, wo Bolingbroke nach seiner Rückkehr aus der Verbannung in Frankreich gelandet sein soll. Der Hof, Whitehall in London und der Marktplatz in Little Eastcheap, in der Nähe des Towers stehen im Mittelpunkt der Handlung.

## Handlung

### Akt I
Im ersten Akt erfährt der Zuschauer von den Ereignissen am Hof, wie die Herrschaft des Königs von Bürgerkrieg und Rebellion bedroht wird, während sein missratener Sohn in Eastcheap seinem Vergnügen nachgeht.
[Szene 1] Henry Bolingbroke hat den schwachen, aber legitimen König Richard II. abgesetzt und dessen Tötung veranlasst. Er plant zur Buße für diesen Thronraub eine Pilgerfahrt nach Jerusalem. Allerdings verhindern Aufstände in seinem Reich das Vorhaben. Der walisische Rebell Glyndwr hat Henrys Rivalen um den Thron, Lord Mortimer, gefangen genommen. Gleichzeitig hat Harry Percy (Hotspur) im Norden die schottischen Rebellen besiegt. Der König beklagt, dass sein Sohn Harry (Hal) seinen Vater im Krieg nicht unterstützt. Obgleich er die Heldentaten des jungen Hotspur bewundert und sich ihn zum Sohn wünscht, weigert sich Hotspur die gefangenen Schotten an den König auszuliefern.
[Szene 2] Während der König seine Herrschaft zu sichern versucht, verbringt sein Sohn seine Zeit in billigen Kneipen und in Gesellschaft von Säufern, Tagedieben und Prostituierten und plant zusammen mit dem verarmten Ritter Falstaff und dessen Kumpanen einen Überfall auf friedliche Händler. Als besonderen Spaß vereinbaren Hal und Poins heimlich, dass sie Falstaff den Raub allein ausführen lassen und diesem dann im Dunkeln die Beute abjagen, um zu sehen, wie sich Falstaff aus der Blamage und dem Verlust des Geldes herausredet.
[Szene 3] Am Hof überwirft sich der König mit seinem Ratgeber Worcester und weigert sich, der Forderung Hotspurs nachzukommen. Hotspur lobt den Kampfesmut Mortimers und will seine schottischen Gefangenen dem König erst übergeben, wenn dieser im Gegenzug der Zahlung von Lösegeld für den von Glyndwr gefangen genommenen Mortimer zustimmt. Der König hält Mortimer für einen Verräter und ist über die Fürsprache Hotspurs erbost, weil Mortimer als Thronrivale einen besser begründeten Anspruch hat als Bolingbroke selbst. Der König bezichtigt Hotspur der Lüge und entlässt die Percys aus seiner Gegenwart, ohne eine Entgegnung zuzulassen. Nach dem Treffen mit dem König ist Hotspur außer sich vor Zorn und wird so ein leichtes Opfer für die Rachepläne seines Onkels Worcester, zusammen mit Walisern, Schotten und dem Erzbischof von York eine Rebellion gegen den König anzuzetteln.

### Akt II

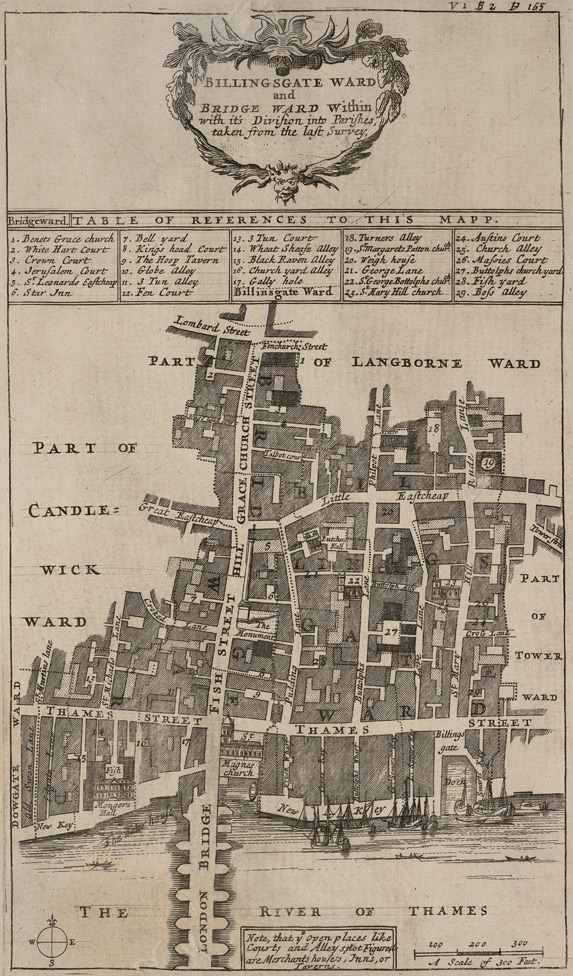
Little Eastcheap

Der zweite Akt schildert Vorbereitung und Durchführung eines Raubzuges, an dem der Kronprinz aus Übermut teilnimmt. Eine Zwischenszene zeigt einen Ehestreit des Rebellenführers Hotspur. Daran schließt sich in Form eines Minidramas eine lange Szene mit einem „Spiel im Spiel“ an, in dem es um den fragwürdigen Lebenswandel von Hal und Falstaff geht.
[Szene 1] Ein Fuhrmann und zwei Stallknechte bereiten am frühen Morgen in einer heruntergekommenen Taverne die Pferde für die Reisenden vor. Dann tritt der Räuber Gadshill auf, der schon in der Nacht seine potentiellen Opfer in der Herberge ausgespäht hat.
[Szene 2] Am vorgesehenen Tatort treffen der Prinz, Falstaff und ihre Kumpane ein. Als die Händler herannahen, verstecken sich Hal und Poins, überlassen Falstaff die Durchführung des Raubes und überfallen wiederum verkleidet die Räuber, die in Panik fliehen.
[Szene 3] Hotspur ist allein zu Hause und liest laut aus einem an ihn gerichteten Brief vor, in dem ein Verbündeter die versprochene Teilnahme an der Rebellion absagt. Das versetzt ihn in Wut und er beschimpft in einem aufgeregten Selbstgespräch den anonymen Absender: Ich könnte ihm mit dem Fächer seiner Dame den Schädel einschlagen. Als seine Frau hinzukommt und ihn nach dem Grund seiner Aufregung fragt, kommt es zu einem heftigen Disput. Lady Percy beklagt, sie sei eine Verbannte aus Harrys Bett und sie sorge sich um die Grübeleien und den Schwermut ihres Ehegatten. Sie schildert lebhaft, wie Harry im Schlaf vom Schlachtengetümmel redet und beschimpft ihn, weil er schon wieder aufbrechen will: Du tollköpfiger Affe, ich knicke Dir den kleinen Finger. Hotspur gibt nach. Zwar verschweigt er seine Pläne gegenüber seiner Frau, da er sie aber als Kompromissangebot zum Feldzug mitnimmt, eröffnet er ihr gleichzeitig die Gelegenheit, dass sie aus eigener Anschauung alles erfährt.
[Szene 4] Zurück in der Taverne in Eastcheap machen Hal und Poins sich einen Spaß auf Kosten des armen Francis, des Bediensteten der Wirtin Miss Quickley. Dann trifft Falstaff ohne Beute, aber mit schartigen Waffen vom nächtlichen Raubzug ein. Er erfindet eine haarsträubende Geschichte, wie er angeblich eine große Zahl überlegener Feinde abgewehrt habe und im Zuge des tapferen Kampfes trotzdem die Beute verlor. Als er sich in Widersprüche verwickelt (Farbensehen im Dunkeln) und die Lüge offensichtlich wird, offenbart der Prinz die Wahrheit und alle sind gespannt, wie sich Falstaff herausredet. Dieser erklärt, er habe von Anfang an gewusst, dass es sich bei seinem Gegner um Hal handelt, habe selbstverständlich nie daran gedacht den zukünftigen König von England anzugreifen und sei folgerichtig ein Feigling aus Instinkt. Als ein Bote in der Taverne eintrifft und den Prinzen für den Folgetag zum Hof zitiert, schlägt Falstaff vor, dass Hal sein Zusammentreffen mit dem König vorher proben solle. Dazu inszenieren sie ein Spiel im Spiel. Falstaff stellt den König vor und wird den Prinzen ausfragen. Im Laufe seiner peinlichen Befragung beleidigt Falstaff die königliche Familie, indem er zuerst die Vaterschaft des Königs in Frage stellt (er habe ja bloß das Wort seiner Gattin), um dann die Verwandtschaft des Königs mit seinem Sohn anhand beider missgestalteter Gesichtszüge zu illustrieren. Hal ist betroffen, er dreht das Spiel um und will selbst die Rolle des Königs übernehmen, Falstaff soll den Prinzen geben. Dann hält Hal in der Rolle des Königs seinem älteren Mentor seine Ausschweifungen unverblümt vor und kündigt dessen Verstoßung an. Als im unmittelbaren Anschluss daran der Sheriff mit einer Wache eintrifft, um Falstaff wegen des Überfalls zu verhaften, schützt der Prinz seinen väterlichen Freund durch eine Lüge und eine dreiste Inanspruchnahme seiner Autorität und verspricht gleichzeitig den angerichteten Schaden zu begleichen.

### Akt III
Im dritten Akt bereiten die Verschwörer ihre Rebellion vor. Gleichzeitig ordnet sich das Lager des Königs. Heinrich macht seinem Sohn schwere Vorwürfe und Hal verspricht sich zu bessern. Sein erster Weg führt ihn zu Falstaff, den er zum Hauptmann ernennt und ihn damit zur Loyalität verpflichtet.
[Szene 1] Die Verschwörer Hotspur, Glyndwr und Mortimer treffen sich in Wales, um ihre in Aussicht stehende Beute, das Königreich, aufzuteilen. Sofort kommt es zwischen Hotspur und dem angeberischen Glyndwr zum Streit um den Grenzverlauf der beabsichtigten Teilung. Worcester kennt das aufbrausende Temperament seines Neffen und versucht zu vermitteln. Die Szene wird durch die Ankunft der Ehefrauen von Hotspur und Mortimer entspannt. Die beiden Frauen wollen sich von ihren in den Krieg ziehenden Männern verabschieden. Glyndwrs Tochter spricht kein Englisch und Mortimer spricht kein Walisisch. Der Zauberer übersetzt und verschiedene Gesangseinlagen bilden ein Gegenstück zur rauen Kriegsverherrlichung Hotspurs.
[Szene 2] Der König hat seinen Sohn Hal zu sich zitiert und will ihn für seine Verantwortungslosigkeit zur Rechenschaft ziehen, indem er sein Verhalten mit dem des lasterhaften Königs Richard vergleicht. Hal bittet seinen Vater um Verzeihung und gelobt Besserung. Er wird gegen Hotspur in den Kampf ziehen. Der König ist damit zufrieden und überträgt seinem Sohn das Kommando über eine Armee. Zum Beweis ihrer gemeinsam gestärkten Tatkraft werden sofort konkrete und genaue Marschbefehle gegeben. Während die Truppen des Königs zur Schlacht nach Shrewsbury aufbrechen, sammeln sich die Rebellen in Wales.
[Szene 3] Falstaff klagt in der Taverne über sein Schicksal, er hat Schulden und fürchtet sich vor dem Tod. Harry tritt als Befehlshaber auf, ernennt Falstaff zum Offizier, überträgt ihm das Kommando über einen Trupp Soldaten und das Recht Rekruten auszuheben. Er versucht so auch im Kleinen Ordnung zu schaffen und seine Verfehlungen zu kompensieren.

### Akt IV
Der vierte Akt zeigt die konkreten Kriegsvorbereitungen beider Parteien: Das Bündnis der Rebellen bröckelt, das des Königs wird stärker. Selbst Falstaff leistet einen Beitrag, um den König zu schützen.
[Szene 1] Bei einer Lagebesprechung der Aufständischen schlägt die anfängliche Siegeszuversicht um, als klar wird, dass Bündniszusagen nicht eingehalten werden, das Lager des Königs aber durch die neugewonnene Loyalität des Prinzen gestärkt wird. Douglas, der Anführer der Schotten, und Hotspur müssen sich angesichts der Absagen der walisischen Rebellen unter Glyndwr und dem Fehlen der Truppen von Northumberland die realistische Einschätzung von Worcester genauso anhören wie Vernons Beschreibung der Kampfkraft Hals im Stile eines Ritterepos. Das Resümee der Rebellen ist trotziger Galgenhumor.
[Szene 2] Währenddessen hinken die von Falstaff ausgehobenen Truppen den Heeren des Königs hinterher. Ihr Anführer sorgt sich auch mehr um den Wein als um die Kampfmoral. Er hat sein Werbepatent ungeniert ausgenutzt, um sich zu bereichern, und zeigt in einem Treffen mit dem Prinzen keinerlei Hemmungen, seine erbärmlich ausgerüsteten Rekruten als Kanonenfutter ans Messer zu liefern. Dass ihn der Prinz zur Eile antreibt, entlockt ihm nur einen weiteren zynischen Kommentar.
[Szene 3] Im Lager der Rebellen kommt es erneut zum Streit, diesmal um den richtigen Angriffszeitpunkt. Blunt macht als Unterhändler ein faires Friedensangebot mit der Aussicht, die Forderungen der Rebellen zu erfüllen. Trotz markiger Sprüche gibt sich Hotspur am Ende versöhnlich, sodass der Ausgang des Konfliktes wieder offen scheint.
[Szene 4] Die kurze Szene am Sitz des Erzbischofs von York bildet eine Brücke zu dem vorherigen Drama Richard II. und gibt gleichzeitig den Anknüpfungspunkt für die Niederschlagung der Rebellion im zweiten Teil des Doppeldramas. Der Bischof hat sich der Rebellion angeschlossen, da seine Familie zu den Anhängern Richards gehört hatte; der Bischof und sein Getreuer, Sir Michael, tauschen beunruhigende Nachrichten aus, denn „Percys Heer ist zu schwach“. Sie bereiten sich auf das Äußerste vor, wenn der Königs sie „heimsuchen will“.

### Akt V
Im letzten Akt folgt mit der Schlacht von Shrewsbury der Höhepunkt des Dramas. Die ersten beiden Szenen spielen in den jeweiligen Heerlagern, die folgenden Szenen drei und vier zeigen die Kampfhandlungen und den Abschluss bildet das Kriegsgericht des Königs.
[Szene 1] Im Heerlager des Königs erscheint Worcester als Unterhändler der Rebellen. Der König macht ein Friedensangebot und stellt erneut Gnade in Aussicht. Hal demonstriert seine Entschlossenheit, indem er ein Gottesgericht in Form eines Zweikampfes zwischen Hotspur und ihm anbietet, was der König ablehnt.
[Szene 2] Im Lager der Rebellen fürchtet Worcester, dass Heinrich ihn bei einem Friedensschluss als Anstifter der Rebellion zur Rechenschaft ziehen würde, und setzt alles auf eine Karte, indem er die eigenen Verbündeten über das Angebot des Königs täuscht. Durch diesen Verrat ist die Entscheidung zum Krieg gefallen und mit Hotspurs Ansprache an sein Heer beginnt die Schlacht.
[Szene 3] Der König kämpft nicht nur mit dem Schwert, er wendet auch eine Kriegslist an. Sein Getreuer Sir Blunt kämpft als loyaler Doppelgänger im Gewand des Königs und lockt so die Feinde an; er fällt tapfer im Streit mit Douglas, dem schottischen Rebellen. Dann trifft Hal auf den prahlerischen Falstaff, einen miles gloriosus im denkbar größten Gegensatz zu den englischen Helden.
[Szene 4] Mit dem Angriff des Schotten auf den König steuert das Drama auf seinen Höhepunkt. Hal rettet seinem Vater das Leben, indem er Douglas’ Angriff abwehrt, und besiegt Hotspur im Zweikampf. Die komische Wendung lässt aber nicht auf sich warten, denn derweil kämpft Douglas mit Falstaff, der mit einer List überlebt, indem er sich tot stellt und scheinbar besiegt zu Boden geht. Hal ehrt den gefallenen Hotspur mit einer anrührenden Geste und beklagt den vermeintlichen Tod seines väterlichen Freundes. Als der Prinz sich wieder dem Kampf zuwendet, ersteht Falstaff von den Toten und beansprucht frech Hotspurs Leiche als Kriegsbeute. Glücklich darüber, dass Falstaff noch lebt, gewährt Hal dem Freund großmütig den erschlichenen Triumph.
[Szene 5] Die Schlacht ist vorüber, die Rebellen vorerst geschlagen. In der kurzen Schlussszene hält der König Gericht. Worcester wird für seinen doppelten Verrat mit dem Tod bestraft und sofort hingerichtet. Hal überlässt seinem Bruder John den gefangenen Douglas. Um „das Herz des Gegners zu gewinnen“ setzt dieser auf Geheiß des Kronprinzen den prominenten Gefangenen ohne Forderung eines Lösegeldes auf freien Fuß und sichert sich so das Wohlverhalten des Gegners im Norden. Die Schlussrede des Königs leitet zum zweiten Teil des Dramas über. Die Truppen werden geteilt, Prinz John und Westmorland eilen nach York, um Northumberland und den Erzbischof zu stellen, und der König wird mit Hal gegen Glyndwr kämpfen.

## Literarische Vorlagen und kulturelle Bezüge
Shakespeares wichtigste Quelle waren die Chronik von Edward Hall: The Union of the Noble and Illustre Families of Lancaster and York aus dem Jahre 1542 und Raphael Holinsheds Chronicles of England, Scotland and Ireland in der zweiten Auflage aus dem Jahr 1587. Die Lebensbilder (exempla) der Charaktere von Northumberland und Glyndwr hat Shakespeare vermutlich der Sammlung The Mirror for Magistrates von  William Baldwin und George Ferrers entnommen, die wiederum auf John Lydgates The Fall of Princes und Giovanni Boccaccios De casibus virorum illustrium beruhen. Für die Zeichnung der Charaktere von Prince Harry (Hal) und Harry Percy (Hotspur) hat Shakespeare möglicherweise den 1595 erschienenen ersten Teil von Samuel Daniels The First Fowre Bookes of the ciuile warres between the two houses of Lancaster and Yorke verwendet. Das anonyme Drama The Famous Victories of Henry the fifth wurde 1594 ins Stationers’ Register eingetragen und 1598 veröffentlicht. Vielleicht hat Shakespeare ein Manuskript oder eine Aufführung gekannt und dies für die Darstellung der wilden Jugend des Prinzen verwendet. Die Quarto von The Famous Victories ist von schlechter technischer Qualität und ähnelt den „bad quartos“ anderer Shakespeare-Dramen. Allerdings wird auch in John Stows Annales, or a Generale Chronicle of England from Brute until the present yeare of Christ aus dem Jahr 1580 über Hals Eskapaden berichtet. Hinweise auf das zügelose Jugendleben Hals finden sich ebenso in anderen Quellen des 16. Jahrhunderts, beispielsweise in Thomas Elyots berühmtem Werk The Governor oder The Boke Named the Gouernour, das zwischen 1531/32 und 1580 in acht Ausgaben erschien und von Shakespeare für Henry V und Troilus and Cressida genutzt wurde. Der für seine Spekulationen bekannte Gelehrte J. Dover Wilson hat vermutet, dass es einen „Ur-Henry-IV“ gab, der ein Bindeglied zwischen dem anonymen The Famous Victories und dem Doppeldrama Heinrich IV. sei. Manche Autoren halten es für möglich, dass das anonyme und nur in einem undatierten Manuskript erhaltene Drama Thomas of Woodstock mit der dort beschriebene Figur des korrupten Richters Tresilian eine Vorlage für den Falstaff gab.

## Datierung

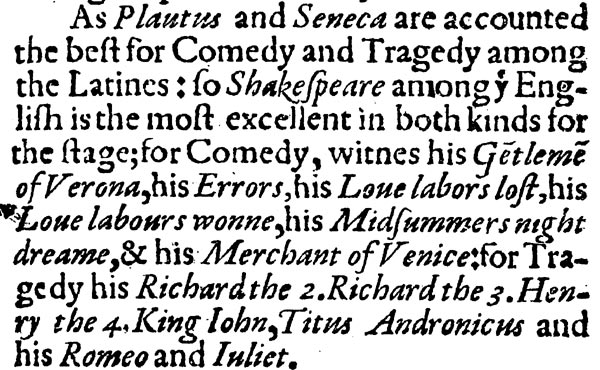
Auszug aus Palladis Tamia mit der Liste der 12 Werke Shakespeares, die Meres 1598 bekannt waren

Für die Datierung von Shakespeares Werken gilt das zu anderen Werken Gesagte.

### Terminus ad quem
Aufgrund des Eintrages im Stationers’ Register am 25. Februar 1598 gilt dieses Datum als der späteste mögliche Zeitpunkt, bis zu dem der Autor das Werk fertig gestellt haben muss, da üblicherweise nur für vollendete Werke das Copyright für einen Druck verkauft wurde. Im Verlauf des Jahres erfolgt der Druck der ersten Quarto und im Herbst des Jahres erwähnt Francis Meres ein Werk mit dem Namen Henry the 4. Aus der Notiz von Francis Meres geht nicht eindeutig hervor, dass es sich um den ersten Teil handelt, denn so wird das Werk erst in der First Folio genannt. Der Hinweis auf die Schlacht von Shrewsbury in dem Eintrag im Zunftbuch der Stationer lässt allerdings nicht viel Interpretationsspielraum zu.

### Terminus a quo
Nimmt man an, Shakespeare habe Samuel Daniels The First Four Books of the Civil Wars als Quelle benutzt, dann müsste das Werk nach dessen Veröffentlichung 1595 geschrieben worden sein. Dieser frühestmögliche Zeitpunkt passt zur Abfassungszeit des Richard II., da Shakespeare Daniels Werk für beide Dramen gemeinsam benutzt hat, wobei man annimmt, dass Heinrich IV., Teil 1 nach Richard II. geschrieben wurde. Darüber hinaus wird vermutet, dass William Cobham der in der Zeit von August 1596 bis März 1597 Lord Chamberlain war, Anfang 1597 möglicherweise in seiner Funktion als Zensor gegen das Stück vorgegangen wäre. Der Hintergrund war, dass Shakespeare in den Spielfassungen des Werkes (also vor dem Druck) die Figur des Falstaff „John Oldcastle“ genannt hatte. Man vermutet, dass Cobham dies als eine Verunglimpfung seines Vorfahren ansah. Es gibt für diesen Vorgang keinen zeitgenössischen Beweis aus unabhängigen Quellen. Allerdings wurden verschiedene Bemerkungen späterer Autoren gefunden, die die Annahme plausibel machen. Von Juli bis Oktober 1597 waren in ganz London Theateraufführungen verboten, ein Akt politischer Zensur wegen des als aufrührerisch angesehenen (verlorenen) Stücks The Isle of Dogs von Thomas Nashe und Ben Jonson. Man vermutet, dass die Textrevision von Heinrich IV., Teil 1 in diese Zeit fällt.

### Zusammenfassende Würdigung der Indizien
In den autoritativen Editionen und der übergeordneten englischen und deutschen Sekundärliteratur werden zur Datierung folgende Angaben gemacht. Der Oxford Shakespeare nennt 1596/97 als Zeitraum der Erstaufführung. Der Textual Companion gibt den gleichen Zeitraum an. Der Oxford Companion nennt 1596 als Jahr der Erstaufführung. Die neueste Arden-Ausgabe nennt Anfang 1597. The New Cambridge Shakespeare vermutet die ersten Monate des Jahres 1597. Das Shakespeare-Handbuch erklärt, Heinrich IV., Teil 1 sei zwischen Richard II. und The Merry Wives of Windsor. also etwa Ende 1596/Anfang 1597 verfasst worden. Dieselbe Angabe macht die englisch-deutsche Studienausgabe. Suerbaum vermutet mit 1595/96 eine etwas frühere Uraufführung. Der Jahreswechsel 1596/1597 mit Tendenz Anfang 1597 ist somit der am häufigsten genannte Zeitraum für den Abschluss der Abfassung des Werkes und seiner Uraufführung.

## Textgeschichte

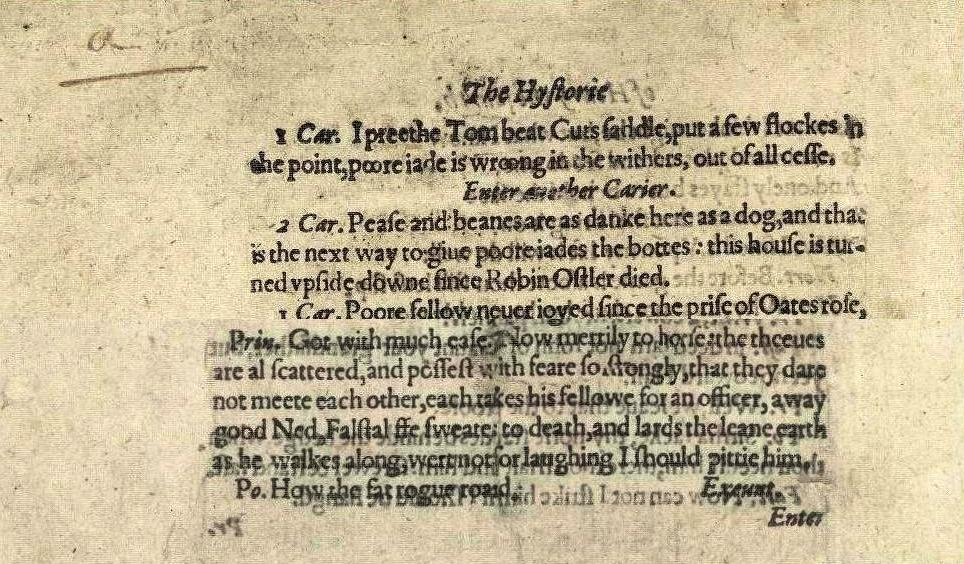
Ausschnitt aus dem Fragment der Quarto 0 von 1598

### Die frühen Quartos
Aus dem Jahr 1598 sind drei Exemplare der Quarto 1 von Heinrich IV., Teil 1 und ein Fragment der Quarto 0 erhalten. Die Textqualität ist sehr gut. Die kompletten Quartos befinden sich jeweils in der British Library, in der Huntington Library und in der Bibliothek des Trinity College in Cambridge. Das Fragment Q0 ist im Besitz der Folger Shakespeare Library. Es wurde von James Halliwell Mitte des 19. Jahrhunderts in einem Exemplar von William Thomas’ (Principal) Rules of (the) Italian Grammar (1550/76) gefunden. Es handelt sich um vier Blätter (acht Seiten) der Druckbogen C1-4, in denen der Text von Akt I, Szene 3, Vers 201 bis Akt II, Szene 2 enthalten ist. Ein Vergleich des entsprechenden Textes zwischen Q0 und Q1 zeigt 250 Varianten, von denen drei den Textsinn berühren. Die übrigen Varianten betreffen Orthographie und Zeichensetzung. Man geht daher davon aus, dass die beiden Drucke von verschiedenen Schriftsetzern in der Werkstatt des Druckers Peter Short verfertigt wurden. Der Titel lautet: THE HISTORY OF HENRIE THE FOVRTH; With the battell at Shrewsburie, betweene the King and Lord Henry Percy, surnamed Henrie Hotspur of the North, With the humorous Conceits of Sir Iohn Falstalffe. Der Titel nennt also weder den Autor noch weist er es als ersten Teil eines Doppeldramas aus. Die Autorenangabe findet sich erst ab der zweiten Quarto (Q2) von 1599 mit dem Zusatz: „Newly corrected by W. Shake-speare.“ Die zweite Quarto wurde nicht mehr in der Werkstatt von Peter Short gedruckt, sondern in der von Simon Stafford. Die darin enthaltenen Veränderungen werden als Revisionen der Schriftsetzer angesehen, nicht als Korrekturen des Autors.

### Die Folio-Version
Der Text des Werkes in der First Folio beruht auf der Quartoausgabe von 1613, der sogenannten Quarto 5 (Q5). Die Folio-Version befindet sich im zweiten Teil des Buches auf den Seiten 46–73 nach der Folio-Zählung (368–393 nach Faksimilezählung). Der Unterschied in der Anzahl der Seiten ergibt sich aus einer Fehlpaginierung der Seite 47 mit der Angabe 49 in der First Folio. Der Titel lautet: The first Part of Henry the Fourth, with the Life and Death of HENRY sirnamed HOT-SPVRRE. Die Folio-Version enthält im Wesentlichen drei Typen von Veränderungen. In ihr wurde gemäß dem Verbot von Schwüren und Flüchen auf der Bühne vom 27. Mai 1606 alles Lästerliche entfernt oder gemildert. So wird beispielsweise aus „God giue thee …“ die neutrale Formulierung „maist thou haue“. Darüber hinaus fügt F Akt- und Szeneneinteilungen ein, ergänzt Bühnenanweisungen und korrigiert Sprecherbezeichnungen. Außerdem finden sich vereinzelt metrische Korrekturen. Manche Autoren haben daraus geschlossen, dass der Foliotext anhand eines sog. „prompt-book“-Manuskriptes korrigiert worden sei. Die Herausgeber der jüngsten Arden-Ausgabe halten diese Annahme aber für überflüssig und sehen in den Anpassungen des Foliotextes gewöhnliche herausgeberische Tätigkeit.

### Das Dering-Manuskript

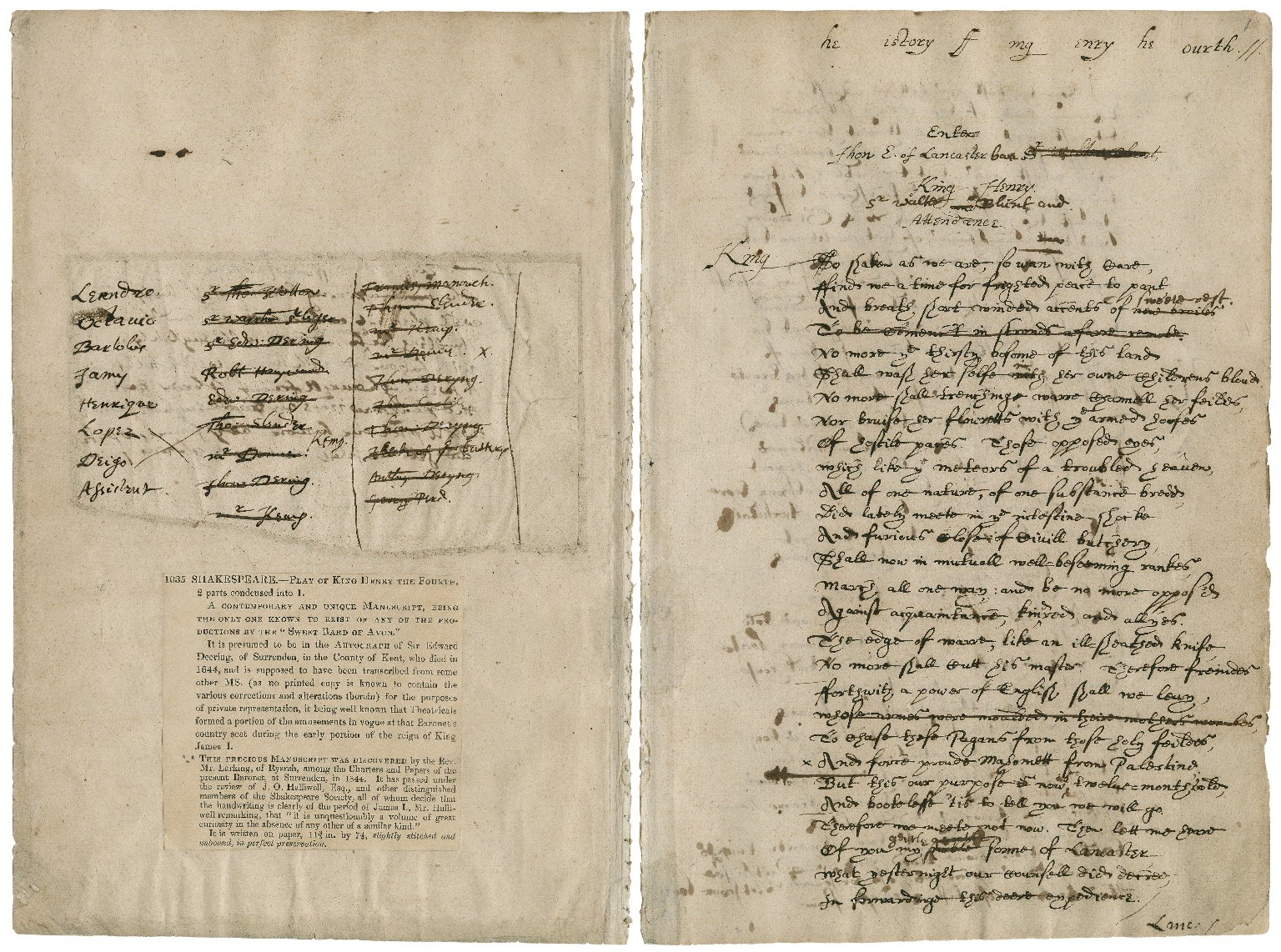
Fragmente des Dering-Manuskripts von 1613 in der Folger Shakespeare Library

Bei dem sogenannten Dering-Manuskript handelt es sich um eine Handschrift aus dem Jahre 1613. Sie wurde 1844 in einer Bibliothek nahe Pluckley entdeckt und 1897 von Henry Folger erworben. Sie besteht aus 55 Blättern, die etwas kleiner als Folioformat sind. Das Manuskript enthält eine Kollation des Textes aus dem ersten Teil des Doppeldramas nach der Quarto 5 von 1613 und dem zweiten Teil nach der vollständigen Ausgabe der Quarto 1 (sog. Quarto B) von 1600. Es wurde von zwei verschiedenen Schreibern verfasst: Edward Dering, ein elisabethanischer Literaturliebhaber, schrieb die erste Seite. Der übrige Text wurde von einem unbekannten professionellen Schreiber aufgezeichnet. Es enthält fast den vollständigen Text des ersten Teils (nur zwei Szenen werden ausgelassen) und etwa ein Viertel des Textbestandes des zweiten Teils. Diese Fassung war vermutlich für eine Amateuraufführung gedacht. Das Manuskript hat, da es eindeutig von den frühen Quartos abhängig ist, keine eigenständige Textautorität, ist aber ein wichtiges Zeugnis für die Praxis von Amateurtheatern in der elisabethanischen Zeit.
Das Dering-Manuskript ist nicht die einzige zeitgenössische Handschrift des Dramas. In dem Nachlass des Mathematikers Thomas Harriot fanden sich 63 Zeilen, die ein Exzerpt der ersten vier Akte des Stückes darstellen und vermutlich für ein privates Notizbuch (Commonplace-Book) gedacht waren. Die Notiz wird auf die Zeit vor 1603 datiert.

## Deutsche Übersetzungen
Die erste deutsche Version erschien in der Prosaübersetzung der Werke Shakespeares von Christoph Martin Wieland. Der Text wurde allerdings vom Übersetzer an den Zeitgeschmack angepasst. Er hat Passagen ausgelassen, die ihm „pöbelhaft“ erschienen, obszöne Witze als unübersetzbar weggelassen und die Neugier des Publikums angefacht, indem er erklärte, man müsse „ein Engländer seyn … und eine gute Portion Pounsch im Kopf haben, um daran Gefallen zu finden“. Nachdem Wieland resigniert aufgegeben hatte, setzte Johann Joachim Eschenburg die Arbeit an der Übersetzung mit dem Ziel der „Wörtlichkeit und Sinntreue“ fort; in den Jahren 1775 bis 1777 erschien die neue Ausgabe der Werke Shakespeares. Eschenburgs Prosafassung gilt als eine der sorgfältigsten und ist nach dem Urteil mancher Gelehrter an Genauigkeit bis in die jüngste Gegenwart unübertroffen. Im Jahre 1800 erschien dann das Hauptstück des „dicken Ritters“ in der Schlegelschen Vers-Übersetzung, die trotz aller Nachteile auch heute noch dem deutschsprachigen Leser als – wenn auch in die Jahre gekommene – dichterische Stimme Shakespeares gilt. Sie ist allerdings für heutige Aufführungszwecke eher untauglich, da sie nicht selten umständliche Formulierungen enthält und für Schauspieler schwer zu sprechen ist. Fürs Theater werden heute teils Rudolf Schallers oder Erich Frieds Übersetzungen verwendet, in den meisten Fällen aber aufgrund von Rohübersetzungen neue Spieltexte erstellt. Den Zweck einer Leseversion erfüllt heute am besten die Übersetzung von Frank Günther.

## Gattungsfragen und Werkstruktur
Die sogenannten Historiendramen werden zu Shakespeares Zeit histories, history play oder chronicle play genannt. Heinrich IV. ist das erste Drama, das die Bezeichnung „history“ trägt. Die Blütezeit der Gattung ist kurz und beschränkt sich auf die späte Regierungszeit von Königin Elisabeth und die Jahre von ca. 1580 bis 1605. Vereinfacht ausgedrückt handelt es sich um Dramen, deren Stoff der Geschichte der englischen Herrscher von König Johann (1199–1216) bis Heinrich VIII. (1509–1547) entnommen ist, in denen ein König im Zentrum der Handlung steht und die nicht tragisch enden. Das Interesse Shakespeares und seines Publikums an historischen Stoffen resultiert einmal aus der nationalistisch gehobenen Stimmung nach dem Sieg der Engländer über die Spanische Armada. Der zweite Grund war das Legitimationsproblem des Hauses Tudor. Dies war bedingt durch den frühen Tod von Edward, dem legitimen Nachfolger von Heinrich VIII. Die gewaltsame Rekatholisierung durch Maria und die darauf folgende Wiederherstellung des Protestantismus durch Elisabeth ab 1559 durch die Wiedereinführung der Uniformitätsakte und der Suprematsakte in diesem Jahr führte zu einem erhöhten Legitimationsbedürfnis der kinderlosen Virgin Queen und schuf ein Klima, in dem das Verlangen nach einer Idealisierung des Hauses Tudor verstärkt und unter anderem durch Shakespeares Königsdramen bedient wurde.

### Übergeordnete Themen
In seinen Historiendramen hat Shakespeare vier Themenkomplexe behandelt:
- Welche Charaktereigenschaften soll ein guter Monarch haben?
- Welche Erbfolge legitimiert einen Herrscher?
- Darf ein weniger legitimer Thronaspirant einen schwachen Herrscher vom Thron stoßen?
- Darf ein verbrecherischer Thronräuber von einem nicht legitimen Gegner gestürzt werden?[74]

Dass König Heinrich Gewissensbisse plagen, weil er den legitimen König Richard II. vom Thron gestoßen hat, wird bereits in der Eingangsszene deutlich. Heinrich plant daher eine Pilgerreise nach Jerusalem. Die Frage der Charaktereigenschaften eines guten Königs wird in Akt II in der langen Szene IV in dem „Spiel-im-Spiel“ parodistisch verhandelt und in Akt III, Szene 2 zwischen dem König und seinem Sohn ernsthaft ausgetragen. Dabei schwört Hal seinem unmoralischen Lebenswandel ab.

### Weltanschauliche Aspekte
Manche Gelehrte sind der Meinung, dass die Historien weltanschaulich vornehmlich Ordnung und Autorität verhandeln und im Falle von Heinrich IV., Teil 1 außerdem Ehre und Narren der Zeit thematisieren. Die Vorstellung, den Königsdramen liege eine gleichgerichtete dogmatische Tendenz zugrunde, sie seien gewissermaßen die Bühnenfassung einer staatlichen Ordnungsvision, geht auf den britischen Gelehrten Tillyard und dessen Werke The Elizabethan World Picture (1942) und Shakespeare’s history plays (1944) zurück. Sie wird von konservativen Gelehrten wie G. Wilson Knight und J. Dover Wilson vertreten und von den Protagonisten des New Historicism wie Stephen Greenblatt und feministischen Wissenschaftlerinnen wie Catherine Belsey abgelehnt. Tillyards Studie gilt aber als zweifellos einflussreichste zu den Historien im 20. Jahrhundert.
Das Problem einer aus dem Fugen geratenen Ordnung wird von Shakespeare beispielhaft im Hamlet verhandelt, das Thema Autorität beschreibt er in King Lear. In Heinrich IV., Teil 1 treten diese Aspekte durch die Rebellion und die angegriffene Legitimität von Heinrichs Herrschaft in den Vordergrund, einerseits durch die freche Opposition Hotspurs, andererseits durch die respektlose Königsparodie Falstaffs im „Spiel-im-Spiel“. Der weltanschauliche „hot spot“ Ehre wird in Heinrich IV., Teil 1 in dem berühmten Monolog Falstaffs thematisiert: „Was ist Ehre? Ein Wort.“ Die intertextuellen Bezüge sind vielfältig. Sie reichen vom Ehrverlust des Antionio, Othellos Selbstbeschreibung als „ehrenwerten Mörder“ bis zu Hamlets Bewunderung für Fortinbras. Falstaffs Skepsis gegenüber der Ehre wird in einer zynischen Variante von Jago geteilt. Dem Aspekt des Narren der Zeit gibt Hotspur in seinen letzten Worten einen treffenden Ausdruck: „But thoughts, the slaves of life, and life, time’s fool, And time, that takes survey of all the world, Must have a stop.“ Dass das Leben der Vergänglichkeit der Zeit ausgeliefert ist, ist ein bei Shakespeare immer wiederkehrendes Thema. Es wird besonders deutlich im Hamlet in der Totengräberszene behandelt.

### Stellung des Werkes im Kontext der Lancaster-Tetralogie
Betrachtet man die Handlungsfolge von Richard II über Heinrich IV., Teil 1 & 2 bis Heinrich V., so wird klar, dass der erste Teil des Doppeldramas eine zentrale Stellung einnimmt. Während mit der Entthronung des legitimen Herrschers durch Henry Bolingbroke in Richard II. die Ursache für alle folgenden Ereignisse dargestellt wird, ist in Heinrich V., dem letzten Teil der Tetralogie, mit dem Sieg des jungen Hal in der Schlacht von Agincourt das Idealbild eines Königs gezeichnet. Im ersten Teil von Heinrich IV. wird das Szenario einer fragilen politischen Situation ausgebreitet, in der mit Hals Jugend in Eastcheap auch die drohende moralische Verwahrlosung des Kronprinzen greifbar wird. Hier werden also die Konflikte entwickelt und ausgebreitet, deren Ursache im vorhergehenden Werk geschildert worden sind und die im nachfolgenden einen vorläufigen Abschluss finden. Dabei ist das Zusammenspiel von staatlicher Unordnung und mangelnder charakterlicher Eignung eines Herrschers, kurzgefasst als Störung und Krise, ein durchgehendes Leitthema in allen Dramen Shakespeares. Mit der souveränen Verflechtung der disparaten Elemente in dem Drama gelingt Shakespeare zudem die Herstellung eines komplexen Beziehungssystems, welches sich darüber hinaus vielfältig in der sprichwörtlichen Fülle der Figur von Falstaff, dem „Sokrates von Eastcheap“, widerspiegelt. Dies hat Kritikern zu allen Zeiten hohen Respekt abgenötigt.

## Kritik und Interpretation
„… der Himmel verziehe dir, Falstaff du bist ein Erzlumpenkärl – aber doch hast du weit mehr menschen belustiget als beleydiget.“

### Die Geschichte der Werkkritik
Der erste Teil von Heinrich IV. war von Beginn ein Erfolg. Dies spiegelt sich in den wertschätzenden Äußerungen von Kritikern im 17. Jahrhundert. Es wurden 131 Fälle von Anspielungen auf das Werk allein im 17. Jahrhundert gefunden, das sind mehr als doppelt so viele wie bei Othello. John Dryden meinte, Falstaffs Esprit und seine Geistesgegenwart seien einzigartig. Joseph Addison hielt ihn für einen beispielhaften Humoristen, weil er es vermochte, den Humor anderer Menschen zu wecken. Eine der wenigen nicht nur kritischen, sondern geradezu entwertenden Stimmen ist die von Jeremy Collier.
Zu Beginn des 18. Jahrhunderts äußerte Nicholas Rowe als erster das später oft wiederholte Unbehagen an Falstaffs Verstossung. Er hielt es für einen Gestaltungsfehler, dass Falstaff mit so viel Witz ausgestattet sei und doch durch den Prinzen schäbig behandelt werde. Maurice Morgann bescheinigte Falstaff in seinem Essay on the Dramatic Character of Sir John Falstaff (1777) „großen natürlichen Mut“. Er stellte die Feigheit Falstaffs in Frage und wies darauf hin, dass er in dem Stück von anderen Figuren stets respektiert werde, tapfer gegen Sir Douglas kämpfte und sich einen Wortwechsel mit dem König leisten konnte. Samuel Johnson war dann der erste, der Falstaffs Verstoßung ausdrücklich verteidigte. Er erachtete ihn als einen gefährlichen Betrüger. Elizabeth Montagu betonte in ihrem Essay die Sorgfalt, mit der der Autor das Stück verfasst habe.
Im 19. Jahrhundert setzt sich der Streit um den Charakter Falstaffs fort. Gleichzeitig beginnt eine politisch angeleitete Debatte um die Stellung der Historienstücke Shakespeares als Ganzes. Von allen Kritikern des 19. Jahrhunderts ist wohl Coleridge am wenigsten gnädig mit Falstaff gewesen. Er warf ihm völlige moralische Verdorbenheit vor, verglich ihn mit Iago und Richard III. und bewunderte gleichzeitig seine herausragenden Fähigkeiten und seine unübertroffene Intelligenz. Heutige Gelehrte sehen sein hartes Urteil vor allem als ein Korrektiv sentimentaler Interpretationen aus dem 18. Jahrhundert an. Hazlitt dagegen verteidigte Falstaff. Er betrachtete ihn als den „bedeutendsten komischen Charakter, der je erfunden wurde“. Mit Schlegels an Schiller angelehnten Vorschlag, die Historien als einen geplanten Zyklus – „… gleichsam ein historisches Heldengedicht in dramatischer Form“ – anzusehen, beginnt eine Tradition von Kritik, die seither die Debatte um die Historien prägt. Shakespeare habe „Beispiele vom politischen Weltlaufe“ gegeben, die Werke seien „lehrreich für die Erziehung junger Fürsten“ und der Autor habe gezeigt, wie man „Geschichte nach der Wahrheit erlernen“ könne. Dieser Interpretation folgten viele Kritiker des 19. Jahrhunderts. Gustav Rümelin nannte die Historien einen „Cyclus vaterländischer Charakterbilder in scenischer Form“ und Dowden erklärte den Prinzen zum „Ideal der Männlichkeit auf dem Felde zupackender Großtaten“.
Auch im 20. Jahrhundert finden sich die beiden Hauptströmungen der Kritik wieder. Die Positionen von Coleridge und Hazlitt über den Charakter von Falstaff werden jetzt stellvertretend von Andrew C. Bradley und John Dover Wilson übernommen und die von Schlegel und Schiller angestoßene Diskussion um den politischen Gehalt der Historien wird von Tillyard und seinen Gegnern etwa unter den Vertretern des New Historicism weitergeführt. Eine Untersuchung des Zusammenhangs von Charakterzeichnung und Werkanalyse lieferte Bradley in seiner Studie The Rejection of Falstaff. Er unterstellte darin, dass Shakespeare die Verstossung Falstaffs von Anfang an geplant hätte und dass sie im Werkkontext notwendig und konsequent sei, denn Hal hätte als König das Recht, mit seinem früheren Lebenswandel zu brechen. Allerdings habe Shakespeare die Figur des Falstaff zu attraktiv für eine Verstoßung gemacht und die Art und Weise, wie Hal vorgehe, sei verlogen. Dadurch würden die Handlungen des Königs denen, die an Falstaff Gefallen finden, eine Menge Verärgerung bereiten. Ähnlich wie Morgann war Bradley der Meinung, dass Falstaff weder ein Lügner noch ein Feigling sei. Seine Übertreibungen seien allzu durchsichtig, um ernsthaft als Lüge durchzugehen. Er wähnte, Falstaffs innere Freiheit rühre daher, dass Shakespeare ihn ähnlich wie Hamlet, Cleopatra und Macbeth mit einem „unerklärlichen Hauch von Unendlichkeit“ beschenkt habe.
Kritik an Bradley kam vor allem von Elmer Edgar Stoll und Dover Wilson. Stoll kritisierte den unhistorischen Zugang und die psychologisierende Neigung Bradleys, die Dramenfiguren wie reale Personen zu behandeln. Falstaff hielt er für einen konventionellen, am Vorbild des Miles Gloriosus von Plautus angelehnten, prahlerischen Soldaten und Maulhelden (braggart), wie er in den elisabethanischen Stücken immer wieder vorkommt. Er verwarf vor allem Bradleys Neigung zur Idealisierung der Figur. Falstaffs „Wortklaubereien über die Ehre seien gänzlich wertlos“ und seine Scherze wären „verräterische Ausreden“. In seiner Studie The Fortunes of Falstaff fasst Dover Wilson die Argumente von Bradley und Stoll zusammen. Seine Arbeit gilt als eine der einflussreichsten zu dem Thema im 20. Jahrhundert. Er verglich Falstaff mit der Vice-Figur der morality plays, die selbstverständlich am Ende eines Stückes in die Hölle gestoßen werde. Shakespeares Publikum sei daher wegen Falstaffs Schicksal nicht überrascht gewesen. Falstaff sei gleichzeitig ein Archetyp des Theaters und ein typischer Vertreter der Londoner Unterwelt in seiner Zeit, der all die Unwägbarkeiten und Gefahren repräsentiere, denen man sich als gesitteter Londoner Gentlemen ausgesetzt sah, wenn man sich in Eastcheap vergnügen wollte. Trotz aller Sympathie, die man für Falstaff hegen könnte, bleibe es also unausweichlich, dass der Ritter am Ende des Stückes verbannt werde, dies sei die Logik der Moralitäten genauso, wie es notwendig aus der Reifung des Prinzen zum König folge. Dover Wilson rückt daher den Prinzen in das Zentrum des Stückes und rechtfertigt sein Verhalten. Dabei weist Wilson auch auf den zum Zeitpunkt der Veröffentlichung seiner Schrift 1944 noch frischen Eindruck von der Abdankung Eduard VIII. hin, der zum Rücktritt gezwungen wurde, weil er privaten Vergnügungen nachging. Anfang des 20. Jahrhunderts setzte in der Kritik eine Tendenz ein, die Historien als politische Lehrstücke und zeitgeschichtliche Dokumente zu sehen, in denen der Blick auf die richtige Regierungskunst und die Verantwortung der Herrscher gerichtet ist und Bürgerkriege als Vergeltung für politische Verbrechen verstanden werden. Damit einher ging die direkte politische Vereinnahmung der Stücke, etwa indem man sie in Kriegszeiten als Aufruf zur nationalen Einheit benutzte. In diesen Interpretationszusammenhängen, die beispielhaft von Dover Wilson und Tillyard vertreten wurden, verlor Falstaffs Neigung zu Sabotage und Völlerei jeden Kredit. Tillyard sah in ihm geradezu eine Verkörperung der sieben Todsünden, von denen sich der Prinz unbedingt abwenden müsse.

### Interpretationen

#### Ehre
Der politische Erfolg des Earl of Essex gilt als Beleg für die Annahme, dass der Begriff der Ehre auch in der elisabethanischen Zeit noch eine große soziale Bedeutung hatte. Essex bestimmte seine Position und seine Ziele durch eine Bezugnahme auf einen militärischen Ehrenkodex mit einem Rückgriff auf mittelalterliche Traditionen. Er scharte eine große Zahl von Anhängern um sich und begründete später seinen Aufstand damit, dass er durch Lobhudler (flatterers) am Hof vom Zugang zur Königin abgeschnitten war. Wie Holinshed berichtet, gebrauchten die historischen Vorbilder der Rebellen um Henry Percy Anfang des 15. Jahrhunderts eine ähnliche Begründung (sie könnten mit ihren Klagen den König nicht erreichen) und der Erzbischof von York sprach explizit davon, er hätte wegen der großen Anzahl von Höflingen (flatterers) keinen freien Zugang (free access) zum König. In diesem Zusammenhang ist „Ehre“ als eine Gratifikation für die Ausübung und Wahrnehmung öffentlicher Ämter zu verstehen und der fehlende Zugang zum König als ein Vorenthalten dieser „Ehre“. Wenn Falstaff nun erklärt, Ehre sei nur ein Wort, bezieht er sich ausdrücklich auf den flüchtigen Charakter dieser Art von Belohnung.

#### Freundschaft
Während in der elisabethanischen Zeit der Begriff der Ehre als Ausdruck für ein verpflichtendes Band zwischen einem Anführer und seinem Gefolge verstanden werden kann, bezeichnet Freundschaft eine Form der freiwilligen sozialen Beziehung zwischen zwei gleichgestellten Individuen. Entscheidend für das Verständnis des humanistischen Konzeptes von Freundschaft sind Michel de Montaignes Beiträge. Sie haben zwei wesentliche Aussagen: wahre Freundschaft ist nur zwischen sozial gleichrangigen Personen möglich und man kann nur einen einzigen Freund haben. Shakespeare beschreibt in seinen Dramen Freundschaften, die dieses Renaissance-Konzept auf die Probe stellen. Die ideale Freundschaft wird durch wirtschaftliche Verhältnisse bedroht, wie im Falle von Basanio und Antonio in The Merchant of Venice, sie wird durch Heirat zerstört, wie im Falle der „Zwillingskirsche“ Helena und Hermia in A Midsummer Night’s Dream, oder sie endet vorzeitig durch den Tod, wie im Falle von Hamlet und Horatio. Die Freundschaft zwischen Falstaff und Prince Hal ist gleichzeitig unwahrscheinlich und entspricht doch Montaignes Ideal einer freien Verbindung. Betrachtet man die beiden Charaktere unter diesem Gesichtspunkt, ist es möglich, den traditionell gegensätzlichen Interpretationen der Figuren, etwa von Bradley und Stoll, zu entgehen. Die Freundschaft von Hal und Falstaff entspricht dann einerseits der Mischung der Gattungen Historiendrama und Komödie und die Wandlung der Figuren kann in Analogie zu Lewis Hydes Theorie des Gabentauschs betrachtet werden: so wie ein Gegenstand an Wert gewinnt, wenn er verschenkt wird, verändern sich Menschen, wenn sie Freunde werden.

#### Karneval
Die protestantischen Reformer im elisabethanischen England betrachteten jede Form von Festivitäten und Freizeit als heidnisches Erbe und waren bestrebt, sie wenn nicht zu verbieten so doch streng zu kontrollieren. Die elisabethanische Bühnenpraxis entsprach mindestens teilweise dem puritanischen Vorurteil, da sie zum Beispiel durch eine enge räumliche Nähe zwischen Schauspieler und Publikum gekennzeichnet war, was den Aufführungsbedingungen volkstümlicher Kleinbühnen etwa auf Jahrmärkten nahekam. Als karnevaleskes Element kann man auch Falstaffs Darstellung des Königs im Stegreifspiel verstehen, denn eine solche Parodie steht in der Tradition privater Unterhaltung der Herrschenden durch die von ihnen beschäftigten Narren. Es wurde auch darauf hingewiesen, dass Falstaff und Hal in dem Stück so dargestellt werden, als wäre ihnen bewusst, dass sie die Rollen von Vice (dem Laster) und dem verlorenen Sohn aus den mittelalterlichen Moralitäten spielten. Hals Spott über Falstaffs Fettleibigkeit kann als eine Anspielung auf den Beginn der Fastenzeit angesehen werden und erinnert so den elisabethanischen Zuschauer an den Streit zwischen den Personifikationen von Shrovetide (Fastnacht) und Lent (Aschermittwoch), einem alten dicken und einem jungen dünnen Mann. C.L. Barber hat in seiner Studie über Shakespeares Komödien erklärt, die Charaktere würden eine rituelle Entwicklung von Befreiung und Aufklärung durchlaufen. Die Antithese der Räume der Taverne von Eastcheap als von der Unterschicht frequentierte Institution und den vom Adel beherrschten Schauplätzen ist ein wichtiges Merkmal des Stücks. Steven Earnshaw schreibt zum Setting der Taverne, dass es “[…] inverts normal societal relations” und somit “substitutes in miniature the day of misrule – by allowing such role reversals”. Darin deutet sich auch Bachtins Verständnis von Karneval in der Literatur an: „Karneval ist die umgestülpte Welt.“

#### Nation
Das Drama thematisiert, wie eingangs schon erwähnt, den Wechsel von einem mittelalterlichen Feudalsystem hin zu einer frühmodernen Staatsform. Dabei stellt sich natürlich die Frage, ob und in welcher Weise Shakespeare einen Bezug auf das während der Renaissance im Entstehen begriffene moderne Konzept eines Staates nimmt, insbesondere die in England als amoralisch empfundenen Ideen Machiavellis. Üblicherweise nimmt man in der Folge der Interpretation von Tillyard an, dass Shakespeare in seiner Henriade das Bild eines idealen Königtums gezeichnet habe und der rücksichtslose, aber als König Heinrich V. in der Schlacht von Agincourt erfolgreiche Prinz Hal dafür den Prototyp bildet. Diese traditionelle Vorstellung ist in der jüngeren Forschung aus ganz unterschiedlichen Gründen in Frage gestellt worden. Beispielsweise wird durch die in dem Drama entworfene Topographie Englands der Blick des Zuschauers auf die Grenzen des Landes gelenkt und dort (vor allem in Wales) eine gleichzeitig Furcht erregende wie faszinierende Welt von Zauberei, Magie und Erotik gezeichnet. Auch kann außer Heinrich V. keiner der Herrscher, angefangen bei dem „königlichen Masochisten“ Richard II., über den Thronräuber Bolingbroke bis hin zu dem Tyrannen Richard III. als vorbildlicher König angesehen werden. Tatsächlich ist die in dem Stück geschilderte Konfrontation mit „wilden“ Schotten und „bösen“ Walisern geeignet, die Vorstellung des idealisierten Inselreiches in Frage zu stellen, wie es von John of Gaunt, Bolingbrokes Vater, so emphatisch geschildert wurde: „Dies Volk des Segens, … dies Kleinod, in die Silbersee gefaßt.“. Vielmehr werden die Völker jenseits der englischen Grenzen als imaginäre Bedrohung gezeichnet, die dem zur Zeit der Abfassung des Werkes realen Zusammenbruch der Herrschaft der englischen Krone in Irland während der Tyrone’s Rebellion korrespondiert. Manche Gelehrte sehen daher in Owen Glyndwr Züge des irischen Rebellenführers Hugh O’Neill und Falstaffs „Rabble Army“ als Parodie der schlecht ausgerüsteten englischen Soldaten in dieser Zeit.

#### Geschichte
Das wohl bekannteste Bonmot zu Shakespeares Historiendramen stammt von John Churchill, der von sich sagte, er kenne die englische Geschichte nur aus den Werken Shakespeares. Es stellt sich daher die Frage nach den Gründen für die Popularität dieser Stücke. Aus einem Vergleich der Historiendramen mit den Geschichtswerken von Polydor Vergil, Edward Hall und Holinshed und den historischen Dramen Marlowes und George Chapman haben einzelne Gelehrte geschlossen, dass Shakespeare selbstreflexiv über die englische Geschichte schreiben würde. Deshalb wurden Shakespeares Historien mit der Metafiktionalität moderner Werke verglichen. Dies und die Darstellung komplexer politischer Sachverhalte in Kombination mit einer ausgefeilten psychologischen Charakterzeichnung gilt als Hauptgrund für die anhaltende Beliebtheit dieser Werke, zumindest in England.
Die traditionelle Sichtweise auf die Historiendramen Shakespeares stammt von Eustace Maudeville Wetenhall Tillyard und basiert auf der Annahme, dass die klassischen englischen Geschichtswerke der elisabethanischen Zeit, insbesondere die von Hall und Holinshed, die zentrale, wenn nicht die einzige Quelle für die Dramen darstellen. Er unterstellte, das die beiden Tetralogien die englische Geschichte im Sinne des „Tudor-Mythos“ als Ausdruck eines göttlichen Handelns darstellen. Gott habe England für die Entthronung und Ermordung Richard II. zuerst bestraft und sich mit seinem Volk durch den Sieg Heinrichs VII. über Richard III. in der Schlacht von Bosworth 1485 wieder versöhnt. Die Wirksamkeit des Tudor-Mythos wurde von Tillyard aus Analysen zeitgenössischer theologischer Literatur und den Inhalten von Predigtsammlungen (Homiliare), insbesondere deren Kritik an Rebellionen abgeleitet. Beim Tudor-Mythos handele es sich, so Tillyard, um ein religiöses Konzept, „demzufolge sich historische Ereignisse nach dem Prinzip ausgleichender Gerechtigkeit entwickeln, unter der Herrschaft der göttlichen Vorsehung stehen und das elisabethanische England als Resultat (eines solchen Prozesses) anzusehen ist.“ Shakespeare habe also mit den beiden Tetralogien eine Art Nationalepos vom Fall und der Erlösung Englands geschaffen. Die Kritik an dieser Interpretation ist vielfältig. So sind etwa die Eingriffe des Zensors in die Stücke unverständlich, wenn die Werke Ausdruck einer Staatsideologie wären. Auch Tillyards Annahme, dass der Tudor-Mythos innerhalb der Werke vor allem im Rahmen von Prophezeiungen zum Ausdruck gebracht wird, hält einer Prüfung nicht stand, da an den wenigen Stellen, wo ein Charakter eine solche prophetische Funktion übernimmt, das Konzept der Vorsehung gerade keine Rolle spielt. Hier wird beispielhaft die Rede des Bischofs von Carlisle genannt. Darüber hinaus betrachtet Tillyard Bolingbrokes Thronraub in Richard II. als eine Art Ursünde, die den in der Lancaster-Tetralogie beschriebenen Prozess antreibt. Allerdings hat Shakespeare die Lancaster-Tetralogie nach der York-Tetralogie geschrieben. Tillyards Interpretation unterstellt also (ähnlich wie Andrew C. Bradley) ohne jeglichen Beweis, dass der Autor schon bei der Abfassung des ersten Historienstückes (Heinrich VI., 2. Teil) einen Gesamtplan für beide Tetralogien gehabt hätte.
Im speziellen Fall von Heinrich IV., 1. Teil ist von verschiedenen Autoren darauf hingewiesen worden, dass die Quellenlage für das Stück viel komplexer ist, als von Tillyard angenommen wurde, und dies Auswirkungen auf die in dem Werk vorhandene Genrestruktur hat. So finden sich neben der historischen Erzählung tragische Momente im Scheitern Hotspurs, eine komplexe komische Parallelhandlung und mit der sogenannten walisischen Welt werden Romanzenelemente eingeflochten. Wenn man die Vielfalt der Quellen nicht ins Auge fasst, entgeht einer Interpretation die Vielfalt der Gattungselemente in dem Werk und damit die Beziehung zwischen den verschiedenen Handlungssträngen. Daher hat Phyllis Rackin ausdrücklich auf den Bruch der Genregrenzen des Dramas hingewiesen. Die ersten Worte Falstaffs: “Now Hal, what time of day is it, lad?” stellen die Tavernenszenen in den zeitlosen Kontext einer Theateraufführung und grenzen so die historischen Szenen deutlich ab. Somit haben die in den Tavernenszenen realisierten Komödienelemente nicht nur die Funktion eines Comic Relief, einer entspannenden Parallelhandlung, sie dienen auch dazu, den fiktionalen Charakter der Staatshandlung herauszustellen.

#### Politik und Königtum
Von Sir Walter Raleigh ist die Bemerkung überliefert, Geschichte könne wie ein Spiegel benutzt werden und ein kritisches Licht auf die Gegenwart werfen, indem „die Lebenden von denen, die lange tot sind, wegen ihrer Laster angeklagt werden.“ Historische Vergleiche waren in der elisabethanischen Zeit äußerst brisant, wie das Beispiel von John Hayward zeigt, der 1599 von der Königin vor der Star Chamber wegen Hochverrat angeklagt wurde, weil er sich in seiner Schrift The First Part of the Life and Raigne of King Henrie IV mit der Entthronung von Richard II. auseinandergesetzt und er das Buch dem Earl of Essex gewidmet hatte. Hayward wurde eingekerkert, seine Schriften verbrannt und Devereux im Februar 1601 nach seiner gescheiterten Rebellion hingerichtet. Der Kommentar der Königin lautete: „But I am Richard II. Know ye not that?“
Aufgrund solcher Zusammenhänge haben Gelehrte in jüngerer Zeit sich vermehrt damit beschäftigt, inwieweit Shakespeare in seinen Historien auf aktuelle Ereignisse reagiert hat. So wurde vermutet, er habe den Aufstand katholischer Adeliger im Jahre 1569 vor Augen gehabt, den sogenannten „Rising of the North“ unter der Führung von Charles Neville, dem 6. Earl von Westmorland, und Thomas Percy, dem 7. Earl von Northumberland. Die Geschichte von Prinz Harry, der nicht von Geburt her als König legitimiert ist, sondern sich erst durch seine Taten beweisen muss, wurde mit der Situation der aufstrebenden New Gentry der elisabethanischen Zeit vergleichen. Andere Gelehrte haben auf die Betonung ökonomischer Praktiken in diesem Werk und die neu entstehenden Marktplätze hingewiesen und Falstaffs Diskurs über die Ehre wurde in Beziehung gesetzt zur „Kultur der Gewalt“ der elisabethanischen Zeit.
Für die Beziehungen der Dramen Heinrich IV., 1. und 2. Teil sowie Heinrich V. zur politischen Situation in der Zeit Shakespeares sind die Untersuchungen von Stephen Greenblatt bedeutsam und wurden in jüngerer Zeit kontrovers diskutiert. Greenblatt hatte unter Verwendung der Stichworte „Subversion and containment“ (Zersetzung und Eindämmung) in seiner Fallstudie zu Heinrich IV. und Heinrich V. die Behauptung aufgestellt, dass die Theaterpraxis der elisabethanischen Zeit durch die Thematisierung von Liberalität eine Bedrohung der etablierten Ordnung darstellen würde, Shakespeare diese Provokationen aber stets wieder zurückgenommen hätte. Verschiedene jüngere Arbeiten bestreiten diese Annahme. Tom McAlindon kritisierte die Vermutung Greenblatts, Shakespeare würde sein Publikum durch die Andeutung „zersetzender Gedanken“ zu einer Akzeptanz der bestehenden Ordnung verleiten. Tatsächlich sei die Darstellung der Monarchie in Heinrich IV., 1. Teil viel zu negativ, als dass man annehmen könnte, Shakespeare sei es gelungen, sein Publikum so zu manipulieren, dass es den Status quo enthusiastisch akzeptieren würde. David Scott Kastan hatte die These aufgestellt, dass die „Produktion von Macht“ das wichtigste Anliegen in dem Stück sei. Er hält es aber für unwahrscheinlich, dass die Subversivität Falstaffs eingedämmt werden könne, vielmehr würden durch die „Vermischung von Königen und Clowns“ totalisierende Machtphantasien und hierarchische Barrieren wirksam in Frage gestellt. Kastan betont die Ähnlichkeit der Positionen von Tillyard und Greenblatt, weil beide behaupten, Shakespeare würde die bestehende Ordnung stützen, indem sich Falstaff letztlich Hal unterordnet. Die Positionen der beiden Gelehrten ist allerdings unterschiedlich in dem Sinne, dass sie annehmen, Shakespeare realisiere diese Absicht mit verschiedenen Mitteln: gemäß Tillyard offensiv und eindeutig durch ein Bekenntnis zur bestehenden staatlichen Ordnung, gemäß Greenblatt durch manipulative Tricks. Die Frage, ob Shakespeare in Heinrich IV., 1. Teil die bestehende Ordnung stützt oder herausfordert, hänge, so Kastan, geradezu von der Lesart einzelner Worte ob. Wenn Falstaff erklärt: „Lass uns Dianas Jäger sein … und lass über uns sagen, dass wir eine gute Herrschaft über uns haben.“ kann man dies als Ausdruck von Loyalität gegenüber der Königin lesen, denn diese wurde oft mit Diana identifiziert, oder als heimliche Subversion, denn „Diana“ war auch ein Spottname für Hugh O’Neill, den Anführer des irischen Widerstandes. Während also Kastan den Sinn von Dichtung ähnlich wie Shakespeare selbst gemäß dem dritten Typ von Ambiguität in der Schwebe hält, will sich Richard Helgerson festlegen, Shakespeare ziele in seinen Historiendramen vor allem auf die „Konsolidierung und den Erhalt königlicher Macht.“
Andere Autoren haben das Drama als einen Kommentar zur sogenannten „succession crisis“, der offenen Frage der Nachfolge der kinderlosen „Virgin Queen“, angesehen. Howard Erskine-Hill hat die Annahme untersucht, ob die Rebellen Worcester, Northumberland und Hotspur ein begründetes Recht für ihre Rebellion hatten. Auch die Genremischung hat immer wieder zu der Frage Anlass gegeben, inwieweit Shakespeare in diesem Drama dem von Holinshed in seinen Berichten der Geschichte Englands vernachlässigten „gemeinen Volk“ eine Stimme geben wollte und ob dies in einem Zusammenhang steht mit dem aufgrund von Missernten rapiden Anstieg der Nahrungsmittelpreise im Jahre 1596. Zusammenfassend kann man sagen, dass Shakespeare in diesem Werk „hohe“ und „niedrige“ Kultur gleichzeitig in den Blick gefasst und so wie schon in Richard II. wiederholt die Frage aufgeworfen hat, ob ererbte Rechte für die Legitimation eines Königs ausreichend sind.

#### Genderbezogene Interpretationsansätze
Im Unterschied zur York-Tetralogie (Heinrich VI und Richard III), in der Frauen wie die Jungfrau von Orleans und die Herzogin von York eine prominente und teilweise dominierende Rolle spielen, sind die weiblichen Charaktere in der Lancaster-Tetralogie (Richard II, Heinrich IV und V) auffällig unterrepräsentiert. Die Wirtin der Kneipe in Eastcheap hat (noch) keine hervorgehobene Rolle – dies ändert sich im zweiten Teil des Doppeldramas, Lady Percy (Hotspurs Ehefrau) hat einen kurzen aber eindrucksvollen Auftritt, als sie Hotspur (ähnlich wie Desdemona) überredet, sie auf den Feldzug mitzunehmen. Lady Mortimer kann kein Englisch, singt aber und die Königin ist völlig stumm; von ihr ist nur in Nebenbemerkungen die Rede. Da es in der elisabethanischen Zeit Frauen nicht erlaubt war, auf Bühnen aufzutreten, wurde vereinzelt angenommen, dass der Mangel an geeigneten jugendlichen Schauspielern der Grund für die spärlichen Frauenrollen in verschiedenen Werken sei. Feministische Kritikerinnen haben aber darauf hingewiesen, dass die Misogynie in dem Werk deutliche und geplante Kontouren habe, und dafür wurden gemeinhin verschiedene Indizien in Anschlag gebracht. Zum einen ist es die Bemerkung, walisische Frauen hätten die Leichname gefallener englischer Krieger geschändet – und zwar auf eine Weise, die Worte nicht zu beschreiben vermögen. Dies korrespondiert zur „Sprachlosigkeit“ einzelner weiblicher Charaktere, wie der Königin und der Lady Mortimer. Zum anderen ist es die Vorstellung von einer gefährlichen weiblichen Sexualität, die sich einerseits im exotischen, aber barbarischen Reiz der Waliserinnen zeige, und zum anderen in der Körperfülle Falstaffs, die verschiedene Kritiker als eine groteske Karikatur einer Mutterfigur ansehen. Da es zum Männlichkeits-Ideal der Renaissance gehört, die Attraktivität weiblicher Sexualität zu überwinden, könne hier das eigentliche Motiv für die Verstoßung Falstaffs durch Prinz Harry vermutet werden. Tatsächlich scheint die Figur von Falstaff eine Mischung aus sexueller Faszination und Bedrohung darzustellen. Im Stegreifspiel bedenkt Hal den Körper seines väterlichen Mentors mit unzähligen Anspielungen von ihm als abstoßend beschriebener Weiblichkeit. Gleichzeitig ist die Welt von Eastcheap und der „Taverne zum Eberkopf“ eine Welt von Frauen, die über eine für ihre Zeit ungewöhnliche ökonomische Unabhängigkeit verfügen. Während Lady Mortimer als der englischen Sprache nicht mächtig und angewiesen auf ihren Vater als Übersetzer dargestellt wird und die französische Prinzessin in Henry V in der misogyn gestalteten „English lesson“ unabsichtlich und aus Unkenntnis obszöne Bemerkungen macht, imponieren die Frauen von Eastcheap als selbstbewusste „theatergoers, entrepreneurs, and purveyors of commercial sex“, die anders als die Frauen der höher gestellten sozialen Schicht nicht nur über ihre Sprache, sondern auch über ihre soziale Existenz verfügen.

#### Falstaff
Während die Anwendung historisierender Untersuchungsmethoden im Falle des politischen und kulturellen Kontextes der Shakespeareschen Dramen unproblematisch ist, widerstehen die Charakteranalysen einem solchen Zugang. Gerade die Figur des Falstaff wurde schon seit dem 18. Jahrhundert als Ausdruck einer „zeitlosen menschlichen Natur“ angesehen. Gegen die Analysemethoden des „New Historicism“ wurde mehrfach das Argument vorgebracht, dass sie den Zugang zum Subjekt und seiner Geschichte dem Primat allumfassender Machtsysteme opfern und dabei übersehen, dass ein Drama aus nichts anderem besteht als aus den in ihm handelnden Figuren. Dies ist wohl einer der Gründe für die vehemente Ablehnung poststrukturalistischer Methoden und der Analysen des „New Historicism“ durch Harold Bloom, der nicht müde wird zu betonen, dass Shakespeares primäre Leistung die Erfindung von Charakteren, einer „Mannigfaltigkeit von Personen“ war. Seine besten Figuren Hamlet und Falstaff seien in Anlehnung an Hegels Diktum „freie Künstler ihrer selbst“, ein Leser definiere sich durch seine Haltung zu Falstaff, der Rolle, die mit Shakespeares Esprit und Scharfsinn geradezu identisch sei.
Andere Autoren haben die Figur Falstaffs stärker in einen historischen Kontext gestellt und vor allem auf die ursprüngliche Namensgebung „Sir John Oldcastle“ hingewiesen. Lord Cobham, genannt Oldcastle, war im 15. Jahrhundert der Anführer der Lollarden und wurde unter der Herrschaft von Heinrich V. als protestantischer Märtyrer hingerichtet. Daher wurde vermutet, dass Shakespeare das Drama ursprünglich als eine puritanische Satire angelegt habe. Richard Helgerson erklärte, da Falstaff häufig „fromme Phrasen dresche“, sei es naheliegend, dass er auf diese Weise die Oldcastle verherrlichende Darstellung puritanischer Geschichtsschreiber wie John Fox und John Bale verspotten würde, eine Überlegung, die auch Kastan teilt. Aus dem (vermuteten) satirischen Charakter des Dramas hat Gary Taylor auf eine Nähe Shakespeares zum Katholizismus geschlossen. Dem hat Kastan ausdrücklich widersprochen, denn einen lollardischen Märtyrer zu verspotten sei vielmehr Ausdruck protestantischer Orthodoxie in einer Zeit, da die Puritaner versucht haben, abweichende religiöse Meinungen zu unterdrücken. Shakespeare war auch nicht der einzige Autor, der den Oldcastle-Stoff verwertet hat. Im Gegensatz zu den Bearbeitungen durch Michael Drayton, Anthony Munday und John Weever hat Shakespeare Oldcastle aber als eine groteske Figur gezeichnet. Diesen grotesken Elementen des Stückes wurde vielfache Aufmerksamkeit geschenkt. Der exzentrische Charakter Falstaffs hat manche Gelehrte dazu verleitet, Vergleiche zwischen Heinrich IV. und den satirischen Pamphleten des Martin Marprelate zu ziehen. Mehrere Autoren haben auf die Ähnlichkeit von Falstaff und Rabelais’ Riesen hingewiesen. Falstaffs Körperfülle, sein unmäßiger Bauch wurde nicht nur mit Gargantua und Pantagruel verglichen, sondern auch auf zeitgenössische Festbräuche bezogen, wie etwa den „gerösteten Mastochsen am Spieß, mit Wurstfüllung im Bauch“, als den Hal seinen väterlichen Freund beschimpft.

## Aufführungsgeschichte und Darsteller

### Frühe Aufführungen und das späte 17. Jahrhundert

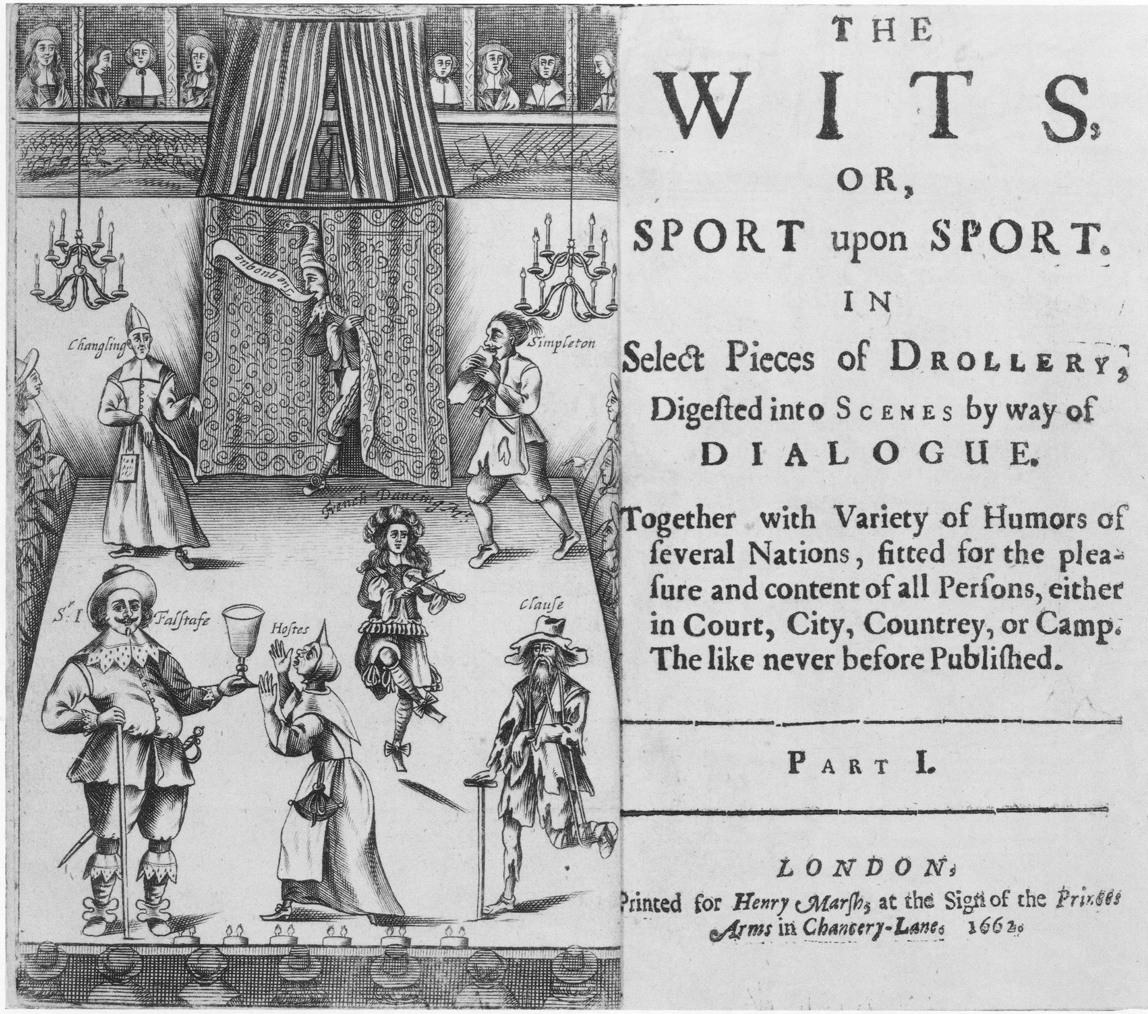
Henry Marsh: The Wits (1662)

Vor der Schließung der Theater im Jahre 1642 sind fünf Aufführungen belegbar. Im März des Jahres 1600 veranstaltete Lord Hunsdon für den flämischen Botschafter Ludovik Verreyken eine private Aufführung eines Stückes mit dem Titel Sir John Old Castell. Wir wissen davon aus einem Brief von Rowland Whyte an Robert Sidney, was als Aufführungsbeleg für einen der beiden Teile von Heinrich IV. angesehen wird. Zum Jahreswechsel 1612/13 heiratete die Prinzessin Elisabeth den pfälzischen Kurfürsten Friedrich. Zu ihren Ehren wurden am Hof zwanzig Theaterstücke aufgeführt, darunter ein Stück mit dem Titel The Hotspur. Dabei könnte es sich um den ersten Teil von Heinrich IV. gehandelt haben. Zum Jahreswechsel 1624/25 (on „New-years Night“) wurde im Palace of Whitehall ein Stück mit dem Titel The First Part of Sir John Falstaff aufgeführt. Vor der Schließung der Theater gibt es noch zwei weitere Berichte über die Aufführungen des Werkes. Ein Bericht datiert vom 6. Januar 1631 am Hof und bezieht sich auf eine Aufführung eines Stückes mit dem Titel Olde Castell. Der zweite Bericht ist vom 29. Mai 1638 und erwähnt ein Werk mit dem Titel ould Castel.
Nach der Wiedereröffnung der Theater 1660 gelangte Heinrich IV. sofort auf den Spielplan. Drei Aufführungen sind allein für dieses Jahr belegt. Samuel Pepys notierte seine Enttäuschung, weil er das Stück vorher gelesen habe. In der Sammlung The Wits, or, Sport upon Sport (1662, 1672) findet sich Falstaff auf dem Titelblatt und darin ein Schwank mit dem Titel The Bouncing Knight, or the Robbers Robbed, der die Tavernenszene ähnlich verkürzend parodiert wie Bottom the Weaver aus derselben Sammlung, das die Handwerkerszenen aus dem Mid Summer Night’s Dream verarbeitet. Ab 1682 gab Thomas Betterton zunächst den Hotspur, später Falstaff. Er spielte die Rolle über viele Jahre und kürzte das Stück selektiv.

### 18. und 19. Jahrhundert

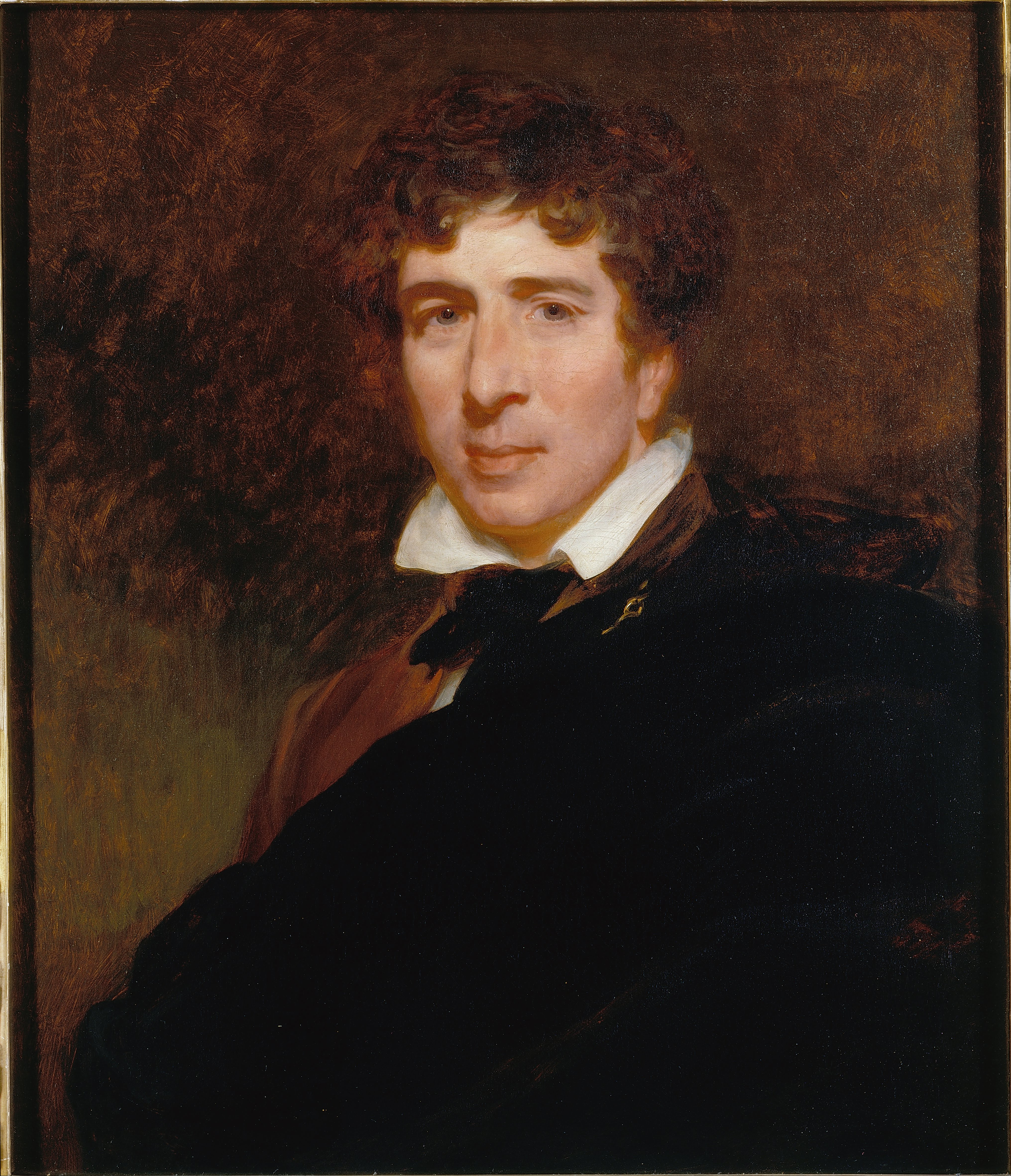
Charles Kemble, 1832

Der frühe Höhepunkt der Begeisterung für das Stück in England lag in der Zeit von 1700 bis 1750. Für diese Zeit haben Theaterhistoriker 250 Inszenierungen allein in London gezählt. Die bekanntesten Darsteller waren James Quin und John Henderson. Quin gab den Falstaff über einen Zeitraum von fast dreißig Jahren (1722–1751). Er strich das Stegreifspiel in Akt II, Szene 4 fast komplett, was viele nachfolgende Inszenierungen bis in die Mitte des 19. Jahrhunderts übernahmen. Hendersons Darstellung des Falstaff als Hauptmann einer heruntergekommenen Truppe von ärmlichen Rekruten beschrieb ein zeitgenössischer Kritiker als „ragamuffin regiment“.
Im 19. Jahrhundert ließ das Interesse an dem Werk nach. Charles Kemble praktizierte 1824 in Covent Garden die zeittypische Historisierungsmode mit aufwändigen Kostümen. Erst die Aufführung von Samuel Phelps zur 300-Jahr-Feier in Drury Lane wurde wieder viel beachtet. Phelps fügte das in der Vergangenheit häufig gestrichenen Stegreifspiel wieder ein, ebenso wie die „walisische Szene“ aus Akt III,1. Beerbohm Trees Inszenierung von 1896 im Haymarket Theatre war texttreuer als viele Vorgängerversionen. In einer Wiederaufnahme 1914 übernahm er die seit Schlegel in Deutschland verbreitete Manier, Hotspur stottern zu lassen.

### 20. Jahrhundert und Gegenwart
Mit dem Beginn des zwanzigsten Jahrhunderts setzen auf den englischen Bühnen zwei Entwicklungen in der Theaterpraxis ein, die die Darstellung des Werkes tiefer verändern als alle früheren Eingriffe: zum einen die Tendenz, die Historiendramen entweder in Zyklen aufzuführen oder zwei oder mehr Stücke zu einem zu kompilieren, eine Praxis, die Dingelstedt in Deutschland schon 1864 eingeführt hatte. Zum anderen wird Falstaffs Rolle zugunsten der des Prinzen zurückgedrängt.
In den ersten Jahrzehnten nach dem Zweiten Weltkrieg sind drei bedeutende Aufführungen zu verzeichnen. Hoch gelobt wurde die Inszenierung von John Burrell im Old Vic von 1945 mit Laurence Olivier als Hotspur und Ralph Richardson als Falstaff. 1951 waren Richard Burton als Hal und Michael Redgrave als Hotspur im Rahmen einer Aufführung der kompletten Tetralogie am Shakespeare Memorial Theatre in Stratford zu sehen. 1964 leitete Peter Hall die zweite Tetralogie (Heinrich VI,1–3 und Richard III.), die ähnlich wie die sogenannte White-Box-Inszenierung des Sommernachtstraums von Peter Brook 1970, deutlich von Jan Kotts geschichtspessimistischer Theorie der Macht inspiriert war.
Seit den 1970er Jahren ist die Stimmung der Aufführungen zunehmend ernsthaft, das Komödiantische des Werkes tritt eher in den Hintergrund. Folgende Aufführungen finden in der Literatur besondere Erwähnung. 1975 leitete Terry Hands die Aufführung der Royal Shakespeare Company. Michael Bogdanov produzierte 1986 für die English Shakespeare Company das Werk als Teil eines Zyklus. Seit den 1990er Jahren trat die Royal Shakespeare Company mit mehreren Inszenierungen der Historien an die Öffentlichkeit. 1991 war das Drama unter der Regie von Adrian Noble zu sehen, 2000 unter Michael Attenborough. 2008 wurden beide Tetralogien unter dem Titel „Staging History“ aufgeführt. Nicholas Hytner brachte eine Zusammenfassung beider Teile von Heinrich IV. für das National Theatre auf die Bühne.

### Deutschland
Shakespeares Werke wurden schon zu seinen Lebzeiten in Form verkürzter Adaptionen von englischen Wanderschauspielern auf dem Kontinent dargebracht. Die erste Darbietung eines Heinrich IV. vermutet man für das Jahr 1604 am französischen Hof. Im März/April 1631 gaben die englischen Komödianten in Dresden ein auch nicht genau identifiziertes Stück mit dem Titel Vom König in Engelland. Die erste nachgewiesene Aufführung des Werkes auf deutschsprachigen Bühnen erfolgte 1778 durch Friedrich Ludwig Schröder am Hamburgischen Theater. Er kürzte beide Teile des Textes von Eschenburg für einen Abend. Die Aufführungen in Hamburg und Berlin galten als Erfolg, in Wien waren Publikum und Kritik ablehnend. Der Lügner und Säufer aus Heinrich IV. konnte nicht mit dem in Windsor abgeschauten leutseligen Schürzenjäger Chevalier Ranzenhoven konkurrieren, den Josef Bernhard Pelzel 1771 unter dem Titel Die lustigen Abenteuer an der Wienn auf die Bühne gebracht hatte. Schröders Kürzungen der beiden Dramen sind in zwei Fassungen überliefert, sie stellen vor allem die Rolle des Prinzen Harri stärker heraus.
Am 14. und 21. April 1792 gab das Herzogliche Liebhabertheater in Weimar das Stück erfolglos unter der Leitung von Goethe. Obgleich die Aufführung durchfiel, blieb der Weimarer Shakespeareliebhaber dem Stück verbunden. Er verfasste zwei Entwürfe für ein Lustspiel, brachte sie aber nicht zu Ende. Wenige Jahre später 1797 notierte Schiller die Idee, die beiden Tetralogien „… für die Bühne zu behandeln. Eine Epoche könnte dadurch eingeleitet werden.“ Bis zur Mitte des 19. Jahrhunderts prägten Schauspieler wie Ludwig Devrient die Theaterpraxis der Königsdramen. 1864 griff Franz von Dingelstedt Schillers Idee auf und leitete in Weimar mit einer Aufführung beider Tetralogien in großem Maßstab in der Tat eine Epoche in der Aufführungspraxis der deutschen Shakespearebühne ein. Von 1867 bis 1912 wurde seine Inszenierung beider Teile von Heinrich IV. mit einem ausgeprägten Ausstattungsrealismus erfolgreich an 43 Abenden gegeben. 1912 gab dann Max Reinhardt das Werk am Deutschen Theater in Berlin. Seine Interpretation zielte wieder stärker auf das Komödienhafte. Theaterhistoriker haben in der Zeit von 1865 bis 1914 durchschnittlich drei Neufassungen pro Jahr gezählt. Der beginnende Antimonarchismus in der ersten Hälfte des 20. Jahrhunderts trug vermutlich dazu bei, dass es dann von 1913 bis 1927 nur noch sieben Neuinszenierungen des Werkes gab. Saladin Schmitt wirkte in Bochum gegen den Trend der Zeit, als er 1927 einen kompletten und weitgehend ungekürzten Zyklus auf die Bühne brachte.
Inszenierungen des Werkes im deutschsprachigen Raum zur Zeit des Dritten Reich waren sehr selten. Erwähnenswert ist eine Aufführung von Heinrich IV. vom 13. Dezember 1941 am Schauspielhaus Zürich, das Wilhelm Hortmann als das „Schweizer Bollwerk gegen Hitler“ bezeichnet hat. Leonard Steckel hatte die beiden Teile des Schauspiels zu einer Vorstellung zusammen gezogen und sie wurden in einer Reihe mit Richard III. – der von dämonischer Energie besessenen Mördergestalt, so Steckel – und König Johann geboten. Am 3. September 1937 stand Heinrich George als Falstaff im Zentrum einer Aufführung des Werkes unter Ernst Legal. Paul Fechter beschrieb seine Darstellung mit den Worten, Georges Falstaff sei „… grinsend, schmatzend, fluchend, wüst und traurig, leer und melancholisch über die Szene gewandert.“
Nach dem Zweiten Weltkrieg waren wie in England auch die deutschsprachigen Theatermacher stark von Jan Kotts Theorie der Macht, dem „Großen Mechanismus“ beeinflusst: „Gäbe es wohl noch ein anderes Motiv dafür, die Shakespeareschen Königsdramen zu spielen, als die Mechanik der Macht zu sezieren?“ Die Inszenierung von Peter Palitzsch am Staatstheater Stuttgart 1970 setzte das erste Zeichen. Peter Roggisch gab den Prinzen Heinz mit gefährlichem Charme und enthüllte auf dem Schlachtfeld von Shrewsbury mit enthemmter Raserei die grausame Realität des Krieges. Luk Perceval schuf dann 1997 mit Schlachten! eine Zusammenstellung beider Tetralogien, für die der „Große Mechanismus“ das Stichwort gab, auf das Shakespeares Königsdramen eindimensional reduziert wurden. Sigrid Löffler fasste die Kritik an diesem Reduktionismus in die Formel einer „Welt als Blutsumpf“, in der gerade Shakespeares „Anatomie der Macht“ völlig verloren gehe. Dem stehen neuere weniger radikale und texttreuere Arbeiten entgegen. 2002 leitete Stefan Pucher in Zürich eine Aufführung mit Josef Ostendorf als Falstaff, bei der die Kritik vor allem den sorgfältigen Umgang mit dem Text nach der Übersetzung von Frank Günther lobte. 2007 spielte Ostendorf den Falstaff in einem Zusammenschnitt von Heinrich IV. und Heinrich V. am Staatstheater Frankfurt. Peter Kastenmüller stellte den Text aus der Übersetzung von Erich Fried zusammen und würzte ihn mit zeitgenössischem Jugendjargon. Für die Spielzeit 2003/04 erarbeitete Lukas Bärfuss eine Neuübersetzung, die „mit philologischen Spitzfindigkeiten und historischen Getränkesorten“ ein für alle Mal schluss machte. Falstaff trank Schnaps.
Überschaut man die Theaterpraxis seit Schillers „bemerkenswerter Idee“, ist das Resümee ernüchternd. Heute gibt es auf deutschsprachigen Bühnen pro Jahr eine Neuinszenierung von Heinrich IV. Teil 1 und Teil 2, dabei sind drei Viertel Collagen aus mehreren Werken. Trotz aller Wertschätzung der Kritik und des britischen Publikums ist der Falstaff aus Heinrich IV., Teil 1 und mit ihm Shakespeares „Inbegriff der Lebensfülle“ (Harold Bloom) auf deutschen Bühnen praktisch nicht präsent. Dies wird damit erklärt, dass es dem Werk an politischem Diskussionsstoff fehle.

## Adaptionen und Verfilmungen
Die Werkbearbeitungen rund um die Lancaster-Tetralogie beziehen ihren Stoff nur in wenigen Fällen aus einem einzelnen Drama. Meist handeln sie von den prominenten Figuren Falstaff und Prinz Harry und verwenden Stoffe aus unterschiedlichen Schauspielen. Die bekanntesten Falstaff-Adaptionen sind die gleichnamige Oper von Giuseppe Verdi, die im Wesentlichen eine Bearbeitung von Merry Wives of Windsor ist, der Film Chimes at Midnight (1965) von Orson Welles, der eine Kompilation darstellt, und der Historienfilm Henry V von 1944 mit Laurence Olivier in der Hauptrolle. Daher wird in der einschlägigen Sekundärliteratur überwiegend der Film My Own Private Idaho (1991) als Adaption von Heinrich IV behandelt. Loehlin charakterisiert Gus van Sants Film als eine „Hommage to Chimes at Midnight“, die mit der Geschichte eines homosexuellen männlichen Prostituierten auf der Suche nach seiner Mutter kombiniert wird. Bemerkenswert sei, dass der Film einerseits wörtliche Textübernahmen aus dem Schauspiel vornimmt und andererseits Welles’ Film bis in einzelne Einstellungen imitiert.

## Textausgaben
Englisch
- Charlton Hinman, Peter W. M. Blayney (Hrsg.): The Norton Faksimile. The First Folio of Shakespeare. Based on the Folios in the Folger Library Collection.  2. Auflage. W.W. Norton, New York 1996, ISBN 0-393-03985-4.
- John Jowett, William Montgomery, Gary Taylor, Stanley Wells (Hrsg.): The Oxford Shakespeare. The Complete Works.  2. Auflage. Oxford University Press, Oxford 2005, ISBN 0-19-926718-9.
- David Scott Kastan (Hrsg.): King Henry IV. Part 1. The Arden Shakespeare. Third Series. Cengage Learning, London 2002, ISBN 1-904271-35-9.
- David M Bevington (Hrsg.): Henry IV, Part I. Oxford Shakespeare. Oxford University Press, Oxford 2008, ISBN 978-0-19-953613-9.
- Herbert Weil, Judith Weil (Hrsg.): The First Part of King Henry IV. The New Cambridge Shakespeare. Cambridge University Press, Cambridge 2007, ISBN 978-0-521-68743-0.
- Jonathan Bate, Eric Rasmussen (Hrsg.): William Shakespeare: Henry IV. Part I, The RSC Shakespeare. MacMillan, London 2009, ISBN 978-0-230-23213-6.
- Barbara Mowat, Paul Werstine (Hrsg.): William Shakespeare: Henry IV, Part 1, Folger Shakespeare Library. Simon & Schuster, New York 1994, ISBN 0-7434-8504-1.
- Claire McEachern (Hrsg.): William Shakespeare. The First Part of King Henry the Fourth, The Pelican Shakespeare. Penguin Books, New York 2000, ISBN 0-14-071456-1.

Deutsch
- Wilfrid Braun (Hrsg.): William Shakespeare: King Henry IV, Part I. König Heinrich IV., Teil I. Englisch-deutsche Studienausgabe. Stauffenburg Verlag, Tübingen 2010, ISBN 978-3-86057-571-0.
- Holger Klein (Hrsg.): William Shakespeare: King Henry IV., Part 1. König Heinrich IV., Teil 1. Englisch/Deutsch. Reclam, Stuttgart 2013, ISBN 978-3-15-019048-7.
- Frank Günther (Hrsg.): William Shakespeare: König Heinrich IV. 1. Teil. Zweisprachige Ausgabe. ars vivendi, Cadolzburg 2004, ISBN 978-3-89716-172-6.

## Online-Textausgaben
- Arden Version beim MIT (englisch)
- Schlegel-Tieck-Version bei Zeno.org

## Belege
1. ↑  Wilfrid Braun (Hrsg.): King Henry IV, Part I. König Heinrich IV., Teil I. Englisch-deutsche Studienausgabe. Stauffenburg, Tübingen 2010, S. 17.
2. ↑  Marjorie Garber: Shakespeare after all. Anchor Books, New York 2004, S. 320 f.
3. ↑  In verschiedenen Editionen finden sich die Varianten Richard le Scrope, Richard Scrope oder Richard Scroop, je nachdem welche frühe Druckausgabe die Herausgeber zugrunde legen. In der Quartoausgabe wird die Schreibweise Scroop und an einigen Stellen auch Scroope verwendet; vgl. dazu: Stanley Wells, Gary Taylor: William Shakespeare – A Textual Companion. Norton, New York/London 1997, S. 333. Als Namensvarianten finden sich für Glyndwr auch Glendower und für Bardoll ebenso Bardolph.
4. ↑  Wilfrid Braun (Hrsg.): King Henry IV, Part I. König Heinrich IV., Teil I. Englisch-deutsche Studienausgabe. Stauffenburg, Tübingen 2010, S. 60–63.
5. ↑  Wilfrid Braun (Hrsg.): King Henry IV, Part I. König Heinrich IV., Teil I. Englisch-deutsche Studienausgabe. Stauffenburg, Tübingen 2010, Akt I, 1, 55.
6. ↑  Katherine A. Craik: Recent stage, film and critical interpretations. In: Herbert Weil, Judith Weil (Hrsg.): The First Part of King Henry IV. The New Cambridge Shakespeare. Cambridge University Press, Cambridge 2007, S. 62–79, insbesondere 63.
7. ↑  Wilfrid Braun (Hrsg.): King Henry IV, Part I. König Heinrich IV., Teil I. Englisch-deutsche Studienausgabe.  Stauffenburg, Tübingen 2010, S. 297–299.
8. ↑  Wilfrid Braun (Hrsg.): King Henry IV, Part I. König Heinrich IV., Teil I. Englisch-deutsche Studienausgabe.  Stauffenburg, Tübingen 2010, S. 300–304.
9. ↑  Wilfrid Braun (Hrsg.): King Henry IV, Part I. König Heinrich IV., Teil I. Englisch-deutsche Studienausgabe.  Stauffenburg, Tübingen 2010, S. 304–308.
10. ↑  Wilfrid Braun (Hrsg.): King Henry IV, Part I. König Heinrich IV., Teil I. Englisch-deutsche Studienausgabe. Stauffenburg, Tübingen 2010, S. 308f.
11. ↑  Wilfrid Braun (Hrsg.): King Henry IV, Part I. König Heinrich IV., Teil I. Englisch-deutsche Studienausgabe. Stauffenburg, Tübingen 2010, S. 309–311.
12. ↑  Wilfrid Braun (Hrsg.): King Henry IV, Part I. König Heinrich IV., Teil I. Englisch-deutsche Studienausgabe. Stauffenburg, Tübingen 2010. Akt II, 3, 20.
13. ↑  Wilfrid Braun (Hrsg.): King Henry IV, Part I. König Heinrich IV., Teil I. Englisch-deutsche Studienausgabe. Stauffenburg, Tübingen 2010. Akt II, 3, 32–59.
14. ↑  Wilfrid Braun (Hrsg.): King Henry IV, Part I. König Heinrich IV., Teil I. Englisch-deutsche Studienausgabe. Stauffenburg, Tübingen 2010. Akt II, 3, 82.
15. ↑  Wilfrid Braun (Hrsg.): King Henry IV, Part I. König Heinrich IV., Teil I. Englisch-deutsche Studienausgabe. Stauffenburg, Tübingen 2010. Akt II, 3, 94: Komm her, willst Du mich reiten sehen?
16. ↑  Wilfrid Braun (Hrsg.): King Henry IV, Part I. König Heinrich IV., Teil I. Englisch-deutsche Studienausgabe. Stauffenburg, Tübingen 2010, S. 312f.
17. ↑  Wilfrid Braun (Hrsg.): King Henry IV, Part I. König Heinrich IV., Teil I. Englisch-deutsche Studienausgabe. Stauffenburg, Tübingen 2010, S. 313–320.
18. ↑  Wilfrid Braun (Hrsg.): King Henry IV, Part I. König Heinrich IV., Teil I. Englisch-deutsche Studienausgabe. Stauffenburg, Tübingen 2010, S. 320–323.
19. ↑  Wilfrid Braun (Hrsg.): King Henry IV, Part I. König Heinrich IV., Teil I. Englisch-deutsche Studienausgabe. Stauffenburg, Tübingen 2010, S. 323–328.
20. ↑  Wilfrid Braun (Hrsg.): King Henry IV, Part I. König Heinrich IV., Teil I. Englisch-deutsche Studienausgabe. Stauffenburg, Tübingen 2010, S. 328–331.
21. ↑  Wilfrid Braun (Hrsg.): King Henry IV, Part I. König Heinrich IV., Teil I. Englisch-deutsche Studienausgabe. Stauffenburg, Tübingen 2010, S. 331–333.
22. ↑  Wilfrid Braun (Hrsg.): King Henry IV, Part I. König Heinrich IV., Teil I. Englisch-deutsche Studienausgabe. Stauffenburg, Tübingen 2010, S. 333–335.
23. ↑  Wilfrid Braun (Hrsg.): King Henry IV, Part I. König Heinrich IV., Teil I. Englisch-deutsche Studienausgabe. Stauffenburg, Tübingen 2010, S. 335f.
24. ↑  Wilfrid Braun (Hrsg.): King Henry IV, Part I. König Heinrich IV., Teil I. Englisch-deutsche Studienausgabe. Stauffenburg, Tübingen 2010, S. 254; IV,4,19: I fear the power of Percy is too weak.
25. ↑  Wilfrid Braun (Hrsg.): King Henry IV, Part I. König Heinrich IV., Teil I. Englisch-deutsche Studienausgabe. Stauffenburg, Tübingen 2010, S. 336f., S. 254; IV,4,: … he means to visit us.
26. ↑  Wilfrid Braun (Hrsg.): King Henry IV, Part I. König Heinrich IV., Teil I. Englisch-deutsche Studienausgabe. Stauffenburg, Tübingen 2010, S. 337–340.
27. ↑  Wilfrid Braun (Hrsg.): King Henry IV, Part I. König Heinrich IV., Teil I. Englisch-deutsche Studienausgabe. Stauffenburg, Tübingen 2010, S. 341f.
28. ↑  Wilfrid Braun (Hrsg.): King Henry IV, Part I. König Heinrich IV., Teil I. Englisch-deutsche Studienausgabe. Stauffenburg, Tübingen 2010, S. 342–344.
29. ↑  Wilfrid Braun (Hrsg.): King Henry IV, Part I. König Heinrich IV., Teil I. Englisch-deutsche Studienausgabe. Stauffenburg, Tübingen 2010, S. 344–349.
30. ↑  Wilfrid Braun (Hrsg.): King Henry IV, Part I. König Heinrich IV., Teil I. Englisch-deutsche Studienausgabe.  Stauffenburg, Tübingen 2010, S. 249f.; V,5,30f: His valours shown upon our crests today Have taught us how to cherish such high deeds Even in the bosom of our adversaries.
31. ↑  Wilfrid Braun (Hrsg.): King Henry IV, Part I. König Heinrich IV., Teil I. Englisch-deutsche Studienausgabe.  Stauffenburg, Tübingen 2010, S. 349f.
32. ↑  Bernhard Klein: King Henry the Fourth, Parts I, II. In: Ina Schabert (Hrsg.): Shakespeare-Handbuch. Die Zeit, der Mensch, das Werk, die Nachwelt. 5., durchgesehene und ergänzte Auflage. Kröner, Stuttgart 2009, ISBN 978-3-520-38605-2, S. 355–364, hier S. 356.
33. ↑  Auszüge aus Raphael Holinshed (The Third Volume of Chronicles) finden sich in: James N. Loehlin: The Shakespeare Handbooks. Henry IV: Parts I and II. A Guide to the Texts and their theatrical lives. MacMillan, New York 2008, S. 121–128.
34. 1 2 3  Wilfrid Braun (Hrsg.): King Henry IV, Part I. König Heinrich IV., Teil I. Englisch-deutsche Studienausgabe. Stauffenburg, Tübingen 2010, S. 20.
35. ↑  Auszüge aus Samuel Daniel (The First Four Books of the Civil Wars.) finden sich in: James N. Loehlin: The Shakespeare Handbooks. Henry IV: Parts I and II. A Guide to the Texts and their theatrical lives. MacMillan, New York 2008, S. 128–136.
36. ↑  Holger Klein (Hrsg.): William Shakespeare: King Henry IV., Part 1. König Heinrich IV., Teil 1. Englisch/Deutsch. Reclam, Stuttgart 2013, S. 11. Klein erklärt, der Text ähnele einer „zusammengebastelten Kurzform von zwei Stücken“.
37. ↑  Auszüge aus The Famous Victories of Henry V. finden sich in: James N. Loehlin: The Shakespeare Handbooks. Henry IV: Parts I and II. A Guide to the Texts and their theatrical lives. MacMillan, New York 2008, S. 136–144.
38. ↑  Bernhard Klein: King Henry the Fourth, Parts I, II. In: Ina Schabert (Hrsg.): Shakespeare-Handbuch. Die Zeit, der Mensch, das Werk, die Nachwelt. 5., durchgesehene und ergänzte Auflage. Kröner, Stuttgart 2009, ISBN 978-3-520-38605-2, S. 355–364, hier S. 356.
39. ↑  Sir Eliot Thomas: The boke named the gouernour. Link auf Internet-Archive
40. ↑  Vgl. Alfred Ainger: Sir Thomas Elyot (c. 1490–1546). Critical Introduction. In: Henry Craik (Hrsg.): English Prose. Band 1. Macmillan, New York 1916, (online).
41. 1 2  Wilfrid Braun (Hrsg.): King Henry IV, Part I. König Heinrich IV., Teil I. Englisch-deutsche Studienausgabe. Stauffenburg, Tübingen 2010, S. 21.
42. ↑  Der Eintrag lautet: (Andrew Wise) „Entred for his Copie vnder thandes of Mr Dix: and mr Warden man a booke intituled The historye of Henry the IIIJth with his battaile of Shrewsburye against Henry Hottspurre of the Northe wth the conceipted mirthe of Sr Iohn ffalstoff.“ David Scott Kastan (Hrsg.): King Henry IV. Part 1. The Arden Shakespeare. Third Series. Cengage Learning, London 2002, S. 106. Siehe auch: Stationers Online
43. ↑  Wilfrid Braun (Hrsg.): King Henry IV, Part I. König Heinrich IV., Teil I. Englisch-deutsche Studienausgabe. Stauffenburg, Tübingen 2010, S. 23.
44. ↑  Bernhard Klein schreibt im Shakespeare-Handbuch, dass die politische Zensur der Grund dafür gewesen sein könnte, dass das Werk für den Druck besonders sorgfältig vorbereitet wurde. Klein geht also davon aus, dass dieser Eingriff tatsächlich stattgefunden hat und Folgen für die Gestaltung der Druckfassung hatte. Vgl.: Bernhard Klein: King Henry the Fourth, Parts I, II. In: Ina Schabert (Hrsg.): Shakespeare-Handbuch. Die Zeit, der Mensch, das Werk, die Nachwelt. 5., durchgesehene und ergänzte Auflage. Kröner, Stuttgart 2009, ISBN 978-3-520-38605-2, S. 355–364, hier S. 355.
45. ↑  Wilfrid Braun (Hrsg.): King Henry IV, Part I. König Heinrich IV., Teil I. Englisch-deutsche Studienausgabe. Stauffenburg, Tübingen 2010, S. 23. Braun schreibt: „William Cobham sah seinen Vorfahren Oldcastle durch die gleichnamige Figur in 1 Henry IV verunglimpft; auf seine Beschwerde hin wurde verfügt, dass die Bühnenfigur 'Oldcastle' der Ursprungsversion (des Werkes vor der Drucklegung) umzubenennen sei, wodurch der dicke Ritter zu seinem neuen Namen Falstaff kam“.
46. ↑  In den Druckfassungen der Werke finden sich an verschiedenen Stellen Überreste der alten Namensgebung. So unter anderem in 2 Henry IV, 1.2.114, wenn dort in der Sprecherbezeichnung „Old.“ statt „Falstaff“ steht. Dies könnte aber auch einfach „Old man“ heißen statt „Oldcastle“, weil bekanntlich Hal bei der Verbannung Fallstaffs sagt: „I know thee not, old man.“ In 1 Henry IV, 1.2.40 nennt Hal seinen väterlichen Freund … my old lad of the castle. und die Zeile ...away, good Ned. Falstaff sweats to death. in 1 Henry IV, 2.2.105 ist metrisch irregulär, was sich durch den Ersatz von „Falstaff“ mit dem dreisilbigen „Oldcastle“ heilen lässt. Hier muss man allerdings einwenden, dass die Korrektur nur Sinn macht, wenn man annimmt, dass dieser Abschnitt in Versform geschrieben ist, was aber in keinem der frühen Drucke – weder Quarto noch First Folio – der Fall ist. Vgl.: David Scott Kastan (Hrsg.): William Shakespeare: King Henry IV. Part 1. The Arden Shakespeare. Third Series. Bloomsbury, London 2002, S. 52.
47. ↑  Herbert Weil, Judith Weil (Hrsg.): William Shakespeare: The First Part of King Henry IV. The New Cambridge Shakespeare. Cambridge University Press, Cambridge 2007, S. 5. Weil schreibt: „We have no proof that Lord Cobham actively intervened, using his authority over the Revels Office or the licensing of plays.“
48. ↑  Kastan zitiert eine Notiz von Richard James: „… in Shakespeares first shewe (show, also Darbietung oder Aufführung) of Harrie ye fift (Henry V) ye person which he vndertook to playe a buffone (i.e der dicke Ritter) was not Falstaffe, but Sr Jhon Oldcastle, and that offence beinge worthily taken by personages decended from his title (also Lord Cobham) … (daher) … the poet was putt to make an ignorant shifte of abusing Sir Jhon Fastolphe …“ Darüber hinaus zitiert Kastan den Hinweis aus der Einleitung der Shakespeare-Ausgabe von Nicholas Rowe: „...some of the Family being the remaining (die Nachfahren von Oldcastle, also Lord Cobham), the Queen was pleas’d to command him [i.e. Shakespeare] to alter it (den Namen)“. Vgl.: David Scott Kastan (Hrsg.): William Shakespeare: King Henry IV. Part 1. The Arden Shakespeare. Third Series. Bloomsbury, London 2002, S. 52.
49. ↑  Wilfrid Braun (Hrsg.): King Henry IV, Part I. König Heinrich IV., Teil I. Englisch-deutsche Studienausgabe. Stauffenburg, Tübingen 2010, S. 23f.
50. ↑  John Jowett, William Montgomery, Gary Taylor, Stanley Wells (Hrsg.): The Oxford Shakespeare. The Complete Works.  2. Auflage. Oxford University Press, Oxford 2005, S. 481.
51. ↑  Stanley Wells, Gary Taylor: William Shakespeare: A Textual Companion. Oxford University Press, Oxford 1987, S. 120.
52. ↑  Michael Dobson, Stanley Wells (Hrsg.): The Oxford Companion to Shakespeare. Oxford University Press, Oxford 2001, S. 188.
53. ↑  David Scott Kastan (Hrsg.): King Henry IV. Part 1. The Arden Shakespeare. Third Series. Cengage Learning, London 2002, S. 76.
54. ↑  Herbert Weil, Judith Weil (Hrsg.): The First Part of King Henry IV. The New Cambridge Shakespeare. Cambridge University Press, Cambridge 2007, S. 4.
55. ↑  Bernhard Klein: King Henry the Fourth, Parts I, II. In: Ina Schabert (Hrsg.): Shakespeare-Handbuch. Die Zeit, der Mensch, das Werk, die Nachwelt. 5., durchgesehene und ergänzte Auflage. Kröner, Stuttgart 2009, ISBN 978-3-520-38605-2, S. 355–364, hier S. 355.
56. ↑  Wilfrid Braun (Hrsg.): King Henry IV, Part I. König Heinrich IV., Teil I. Englisch-deutsche Studienausgabe.  Stauffenburg, Tübingen 2010, S. 23.
57. ↑  Ulrich Suerbaum: Der Shakespeare-Führer. Reclam, Stuttgart 2006, S. 273.
58. ↑  David Scott Kastan (Hrsg.): King Henry IV. Part 1. The Arden Shakespeare. Third Series. Cengage Learning, London 2002, S. 106–108.
59. ↑  Wilfrid Braun (Hrsg.): King Henry IV, Part I. König Heinrich IV., Teil I. Englisch-deutsche Studienausgabe. Stauffenburg, Tübingen 2010, S. 52.
60. ↑  David Scott Kastan (Hrsg.): William Shakespeare: King Henry IV. Part 1. The Arden Shakespeare. Third Series. Bloomsbury, London 2002, S. 111.
61. ↑  Wilfrid Braun (Hrsg.): King Henry IV, Part I. König Heinrich IV., Teil I. Englisch-deutsche Studienausgabe. Stauffenburg, Tübingen 2010, S. 53.
62. ↑  Charlton Hinman, Peter W. M. Blayney (Hrsg.): The Norton Faksimile. The First Folio of Shakespeare. Based on the Folios in the Folger Library Collection. 2. Auflage. W.W. Norton, New York 1996, S. 368.
63. ↑  David Scott Kastan (Hrsg.): William Shakespeare: King Henry IV. Part 1. The Arden Shakespeare. Third Series. Bloomsbury, London 2002, S. 113. vgl.: Arden-Ausgabe: 1 Henry IV, 1, 2, 144. Studienausgabe: King Henry IV, Part I, 1.2.126.
64. ↑  David Scott Kastan (Hrsg.): William Shakespeare: King Henry IV. Part 1. The Arden Shakespeare. Third Series. Bloomsbury, London 2002, S. 115.
65. ↑  David Scott Kastan (Hrsg.): William Shakespeare: King Henry IV. Part 1. The Arden Shakespeare. Third Series. Bloomsbury, London 2002, S. 349.
66. ↑  David Scott Kastan (Hrsg.): William Shakespeare: King Henry IV. Part 1. The Arden Shakespeare. Third Series. Bloomsbury, London 2002, S. 351.
67. ↑  Wilfrid Braun (Hrsg.): King Henry IV, Part I. König Heinrich IV., Teil I. Englisch-deutsche Studienausgabe. Stauffenburg, Tübingen 2010, S. 55.
68. ↑  Margarete und Ulrich Suerbaum (Hrsg.): William Shakespeare: The Tempest. Der Sturm. Englisch-deutsche Studienausgabe. Stauffenburg, Tübingen 2004, S. 37.
69. ↑  Wilfrid Braun (Hrsg.): King Henry IV, Part I. König Heinrich IV., Teil I. Englisch-deutsche Studienausgabe. Stauffenburg, Tübingen 2010, S. 56, vgl. dort die Fußnote 143: „Doch warum sagt ich diese Zeitung dir?“.
70. ↑  Wilfrid Braun (Hrsg.): King Henry IV, Part I. König Heinrich IV., Teil I. Englisch-deutsche Studienausgabe. Stauffenburg, Tübingen 2010, S. 56.
71. ↑  Wilfrid Braun (Hrsg.): King Henry IV, Part I. König Heinrich IV., Teil I. Englisch-deutsche Studienausgabe. Stauffenburg, Tübingen 2010, S. 24.
72. ↑  Ulrich Suerbaum: Der Shakespeare-Führer. Reclam, Stuttgart 2006, S. 229.
73. ↑  Hans-Dieter Gelfert: William Shakespeare in seiner Zeit. C.H. Beck, München 2014, S. 232f. Siehe dazu auch ausführlich Wilfrid Braun (Hrsg.): King Henry IV, Part I. König Heinrich IV., Teil I. Englisch-deutsche Studienausgabe. Stauffenburg, Tübingen 2010, S. 26 ff.
74. ↑  Hans-Dieter Gelfert: William Shakespeare in seiner Zeit. C.H. Beck, München 2014, S. 232.
75. ↑  Hans-Dieter Gelfert: William Shakespeare in seiner Zeit. C.H. Beck, München 2014, S. 202.
76. ↑  Hans-Dieter Gelfert: William Shakespeare in seiner Zeit. C.H. Beck, München 2014, S. 206–208 und 218–220.
77. ↑  Ina Habermann, Bernhard Klein: Die Historien: Einleitung. In: Ina Schabert (Hrsg.): Shakespeare Handbuch. 5., durchgesehene und ergänzte Auflage. Kröner, Stuttgart 2009, ISBN 978-3-520-38605-2, S. 320–331, hier S. 328–331.
78. ↑  Norbert Greiner, Wolfgang G. Müller (Hrsg.): William Shakespeare: Hamlet. Englisch-deutsche Studienausgabe. Stauffenburg, Tübingen 2008, S. 167; 1.5.188: The time is out of joint; O curs’d spite, That ever I was born to set it right!
79. ↑  Frank Günther (Hrsg.): William Shakespeare: König Lear. Zweisprachige Ausgabe. Deutscher Taschenbuch Verlag, München 2007, S. 48; 1.4.27: No Sir; but you have that in your countenance wich I would fain call master.
80. ↑  Wilfrid Braun (Hrsg.): King Henry IV, Part I. König Heinrich IV., Teil I. Englisch-deutsche Studienausgabe. Stauffenburg, Tübingen 2010, S. 264; V,1,127–138.
81. ↑  Hans-Dieter Gelfert: William Shakespeare in seiner Zeit. C.H. Beck, München 2014, S. 206f.
82. ↑  Wilfrid Braun (Hrsg.): King Henry IV, Part I. König Heinrich IV., Teil I. Englisch-deutsche Studienausgabe. Stauffenburg, Tübingen 2010, S. 285; V,4,79–81.
83. ↑  Norbert Greiner, Wolfgang G. Müller (Hrsg.): William Shakespeare: Hamlet. Englisch-deutsche Studienausgabe. Stauffenburg, Tübingen 2008, S. 381; V,1,200: Imperious Cesar, dead and turned to clay.
84. ↑  Hans-Dieter Gelfert: William Shakespeare in seiner Zeit. C.H. Beck, München 2014, S. 202f.
85. ↑  Harold Bloom: Shakespeare. Die Erfindung des Menschlichen. Berlin Verlag, Berlin 2000, S. 403.
86. ↑  Wilfrid Braun (Hrsg.): King Henry IV, Part I. König Heinrich IV., Teil I. Englisch-deutsche Studienausgabe. Stauffenburg, Tübingen 2010, S. 11.
87. ↑  Wilfrid Braun (Hrsg.): King Henry IV, Part I. König Heinrich IV., Teil I. Englisch-deutsche Studienausgabe. Stauffenburg, Tübingen 2010, S. 11.
88. ↑  James N. Loehlin: The Shakespeare Handbooks. Henry IV: Parts I and II. A Guide to the Texts and their theatrical lives. MacMillan, New York 2008, S. 196.
89. ↑  " ...that wherein he is singular, is his wit (and) his quick evasions, when you imagine him surprised." Zitat nach: James N. Loehlin: The Shakespeare Handbooks. Henry IV: Parts I and II. A Guide to the Texts and their theatrical lives. MacMillan, New York 2008, S. 196.
90. ↑  Wilfrid Braun (Hrsg.): King Henry IV, Part I. König Heinrich IV., Teil I. Englisch-deutsche Studienausgabe. Stauffenburg, Tübingen 2010, S. 12. vgl.: John Jowett, William Montgomery, Gary Taylor, Stanley Wells (Hrsg.): The Oxford Shakespeare. The Complete Works. Oxford University Press, Oxford 2005, S. 541; 2 Henry IV.1,2.9–10: I am not only witty in myself, but also the cause that wit is in other men.
91. ↑  „… (Falstaff) is thrown out of favour as being a rake, and dies like a rat behind the hangings.“ Zitat nach: James N. Loehlin: The Shakespeare Handbooks. Henry IV: Parts I and II. A Guide to the Texts and their theatrical lives. MacMillan, New York 2008, S. 197.
92. ↑  Does he fall like a coward? No, like a buffon only … oder: cowardly in appearance and brave in reality. zitiert nach: James N. Loehlin: The Shakespeare Handbooks. Henry IV: Parts I and II. A Guide to the Texts and their theatrical lives. MacMillan, New York 2008, S. 197f.
93. ↑  … no man is more dangerous than he that with a will to corrupt, hath the power to please. Zitat nach: James N. Loehlin: The Shakespeare Handbooks. Henry IV: Parts I and II. A Guide to the Texts and their theatrical lives. MacMillan, New York 2008, S. 198.
94. ↑  Elisabeth Montagu: An essay on the writings and genius of Shakespear compared with the Greek and French dramatic poets, with some remarks upon the misrepresentations of Ms. de Voltaire, 1769. Zitat nach: Wilfrid Braun (Hrsg.): King Henry IV, Part I. König Heinrich IV., Teil I. Englisch-deutsche Studienausgabe. Stauffenburg, Tübingen 2010, S. 12.
95. ↑  complete moral depravity, but with first-rate wit and talents. zitiert nach: James N. Loehlin: The Shakespeare Handbooks. Henry IV: Parts I and II. A Guide to the Texts and their theatrical lives. MacMillan, New York 2008, S. 199.
96. ↑  “He is represented as a liar, a braggart, a coward, a glutton etc. and yet we are not offended but delighted with him.” Zitat nach: Herbert Weil, Judith Weil (Hrsg.): William Shakespeare: The First Part of King Henry IV. The New Cambridge Shakespeare. Cambridge University Press, Cambridge 2007, S. 39.
97. ↑  Zitat nach: Wilfrid Braun (Hrsg.): King Henry IV, Part I. König Heinrich IV., Teil I. Englisch-deutsche Studienausgabe. Stauffenburg, Tübingen 2010, S. 13.
98. ↑  “He overshot his mark”. Zitat nach: James N. Loehlin: The Shakespeare Handbooks. Henry IV: Parts I and II. A Guide to the Texts and their theatrical lives. MacMillan, New York 2008, S. 200f.
99. ↑  “He had no right to talk all a sudden like a clergymen.” Zitat nach: James N. Loehlin: The Shakespeare Handbooks. Henry IV: Parts I and II. A Guide to the Texts and their theatrical lives. MacMillan, New York 2008, S. 200f.
100. ↑  „… [cause] a good deal of pain and some resentment.“ Zitate nach: James N. Loehlin: The Shakespeare Handbooks. Henry IV: Parts I and II. A Guide to the Texts and their theatrical lives. MacMillan, New York 2008, S. 200f.
101. ↑  „It is preposterous to suppose, that a man of Falstaffs intelligence would utter these gross, palpable, open lies with the serious intent to deceive“. Zitat nach: James N. Loehlin: The Shakespeare Handbooks. Henry IV: Parts I and II. A Guide to the Texts and their theatrical lives. MacMillan, New York 2008, S. 200f.
102. ↑  Falstaffs “freedom of soul” … was illusory only in part, and attainable only by a mind wich had received from Shakespeare’s own the inexplicable touch of infinity, wich he bestowed on Hamlet and MacBeth and Cleopatra, but denied to Henry the Fifth. Zitiert nach: Herbert Weil, Judith Weil (Hrsg.): William Shakespeare: The First Part of King Henry IV. The New Cambridge Shakespeare. Cambridge University Press, Cambridge 2007, S. 40.
103. ↑  James N. Loehlin: The Shakespeare Handbooks. Henry IV: Parts I and II. A Guide to the Texts and their theatrical lives. MacMillan, New York 2008, S. 201.
104. ↑  James N. Loehlin: The Shakespeare Handbooks. Henry IV: Parts I and II. A Guide to the Texts and their theatrical lives. MacMillan, New York 2008, S. 202f.
105. ↑  Wilfrid Braun (Hrsg.): King Henry IV, Part I. König Heinrich IV., Teil I. Englisch-deutsche Studienausgabe. Stauffenburg, Tübingen 2010, S. 13.
106. ↑  Mervyn Jones: Society, Politics and Culture: Studies in Early Modern England. 1986, S. 416–465. zitiert nach: Herbert Weil, Judith Weil (Hrsg.): William Shakespeare: The First Part of King Henry IV. The New Cambridge Shakespeare. Cambridge University Press, Cambridge 2007, S. 30.
107. ↑  Holinshed’s Chronicles of England, Scotland, and Ireland. 6 vols. 1587, 1808 edition, reprinted 1965, S. 23, 37. zitiert nach: Herbert Weil, Judith Weil (Hrsg.): William Shakespeare: The First Part of King Henry IV. The New Cambridge Shakespeare. Cambridge University Press, Cambridge 2007, S. 30.
108. ↑  Herbert Weil, Judith Weil (Hrsg.): William Shakespeare: The First Part of King Henry IV. The New Cambridge Shakespeare. Cambridge University Press, Cambridge 2007, S. 31.
109. ↑  Michel de Montaigne: Complete Works. engl. Übersetzung von Donald M. Frame, 1958, S. 135–144, 195. Zitiert nach: Herbert Weil, Judith Weil (Hrsg.): William Shakespeare: The First Part of King Henry IV. The New Cambridge Shakespeare. Cambridge University Press, Cambridge 2007, S. 30–37. Stephen Greenblatt, Peter G. Platt (Hrsg.): Shakespeare’s Montaigne. The Florio Translation of the “Essays”. A Selection. New York Review Books, New York 2014, S. 50 (Of Friendship): each man doth so wholly give himself unto his friend that he hath nothing left him to divide elsewhere.
110. ↑  Frank Günther (Hrsg.): William Shakespeare: Der Kaufmann von Venedig. Zweisprachige Ausgabe. Deutscher Taschenbuch Verlag, München 2011, S. 209–211.
111. ↑  Martin White: The Shakespeare Handbooks. A Midsummer Night’s Dream. A Guide to the Text and the play in Performance. MacMillan, New York 2009, S. 145: So we grew together, like to a double cherry MND III, 2, 208f.
112. ↑  Report me and my cause aright to the unsatisfied. Hamlet V,2,342f.
113. ↑  Herbert Weil, Judith Weil (Hrsg.): William Shakespeare: The First Part of King Henry IV. The New Cambridge Shakespeare. Cambridge University Press, Cambridge 2007, S. 32.
114. ↑  Barbara Everett: The Fatness of Falstaff. Shakespeare and Charakter. Proceedings of the British Academy 76 (1991) S. 109. zitiert nach: Herbert Weil, Judith Weil (Hrsg.): William Shakespeare: The First Part of King Henry IV. The New Cambridge Shakespeare. Cambridge University Press, Cambridge 2007, S. 33.
115. ↑  Lewis Hyde: The Gift: Imagination and the Erotic Life of Property. Vintage Books, New York 1983.
116. ↑  Ronald A. Sharp: Friendship and Literature. Spirit and Form. 1986, S. 84–88, 93. Zitiert nach: Herbert Weil, Judith Weil (Hrsg.): William Shakespeare: The First Part of King Henry IV. The New Cambridge Shakespeare. Cambridge University Press, Cambridge 2007, S. 33.
117. ↑  Jonas A. Barish: The Antitheatralical Prejudice. 1981. zitiert nach: Herbert Weil, Judith Weil (Hrsg.): William Shakespeare: The First Part of King Henry IV. The New Cambridge Shakespeare. Cambridge University Press, Cambridge 2007, S. 34.
118. ↑  Robert Weimann: Shakespeare and the popular Tradition in the Theatre: Studies in the social Dimensions of Dramatic Form and Function. 1978. Zitiert nach: Herbert Weil, Judith Weil (Hrsg.): William Shakespeare: The First Part of King Henry IV. The New Cambridge Shakespeare. Cambridge University Press, Cambridge 2007, S. 34.
119. ↑   Herbert Weil, Judith Weil (Hrsg.): William Shakespeare: The First Part of King Henry IV. The New Cambridge Shakespeare. Cambridge University Press, Cambridge 2007, S. 35.
120. ↑  Francois Laroque: Shakespeares Festive World: Elizabethean Seasonal Entertainment and the Professional Stage. 1993, S. 96–104. Michael D. Bristol: Carnival and Theatre: Plebeian Culture and the Structure of Authority in renaissance England. 1985, S. 204–207. zitiert nach: Herbert Weil, Judith Weil (Hrsg.): William Shakespeare: The First Part of King Henry IV. The New Cambridge Shakespeare. Cambridge University Press, Cambridge 2007, S. 35.
121. ↑  Cesar Lombardi Barber: Shakespeares Festive Comedy. 1959. Vgl. dazu auch Francois Laroque: Popular Festivity. In: Alexander Leggatt (Hrsg.): The Cambridge Companion to Shakespearean Comedy. Cambridge University Press, Cambridge 2002, S. 64–78, dort insbesondere S. 74f zu dem Werk von C.L. Barber.
122. ↑  Steven Earnshaw: The pub in literature: England’s altered state. Manchester University Press, Manchester 2000, S. 61.
123. ↑  Michail Michailowitsch Bachtin: Literatur und Karneval: zur Romantheorie und Lachkultur. Carl Hanser Verlag, Regensburg 1969, S. 48.
124. ↑  Jane Kingsley-Smith: Niccolo Machiavelli. In: Michael Dobson, Stanley Wells (Hrsg.): The Oxford Companion to Shakespeare. Oxford University Press, Oxford 2001, S. 270.
125. ↑  David Read: Losing the map: topographical understanding in the Henriad. In: Modern Philology. 94 (1996/7), 475-95, insbesondere 494f. Zitiert nach: Katherine A. Craik: Recent stage, film and critical interpretations. In: Herbert Weil, Judith Weil (Hrsg.): William Shakespeare: The First Part of King Henry IV. The New Cambridge Shakespeare. Cambridge University Press, Cambridge 2007, S. 62.
126. ↑  Anthony Davies: Henry V. In: Michael Dobson, Stanley Wells (Hrsg.): The Oxford Companion to Shakespeare. Oxford University Press, Oxford 2001, S. 198.
127. ↑  Katherine A. Craik: Recent stage, film and critical interpretations. In: Herbert Weil, Judith Weil (Hrsg.): William Shakespeare: The First Part of King Henry IV. The New Cambridge Shakespeare. Cambridge University Press, Cambridge 2007, S. 62.
128. ↑  Marjorie Garber: Shakespeare after all. Anchor Books, New York 2004, S. 318.
129. ↑  Harold Bloom: Shakespeare. Die Erfindung des Menschlichen. Berlin Verlag, Berlin 2000, S. 373.
130. ↑  Falstaff zu Prinz Hal: „Du bist doch Thronerbe, könnte die Welt nochmal drei solcher Feinde für dich auserwählen wie diesen Satan Douglas, diesen Unhold Percy und diesen Teufel Glyndwr?“. Zitiert nach: Wilfrid Braun (Hrsg.): King Henry IV, Part I. König Heinrich IV., Teil I. Englisch-deutsche Studienausgabe. Stauffenburg, Tübingen 2010, Akt II, 4, 309–312, S. 164f.
131. ↑  Richard II. Akt II, 1, 31–66.
132. ↑  Katherine A. Craik: Recent stage, film and critical interpretations. In: Herbert Weil, Judith Weil (Hrsg.): William Shakespeare: The First Part of King Henry IV. The New Cambridge Shakespeare. Cambridge University Press, Cambridge 2007, S. 63.
133. ↑  Christopher Highly: Wales, Ireland and 1Henry IV. In: Renaissance Drama, n, S. 21 (1990), 91–114 (93). Zitiert nach K. Craik, S. 63.
134. ↑  A. J. Hoenselaars: Shakespeare and the early modern history play. In: Michael Hattaway (Hrsg.): The Cambridge Companion to Shakespeare’s History Plays. Cambridge University Press, Cambridge 2002, S. 25–40, hier S. 25.
135. ↑  Katherine A. Craik: Recent stage, film and critical interpretations. In: Herbert Weil, Judith Weil (Hrsg.): William Shakespeare: The First Part of King Henry IV. The New Cambridge Shakespeare. Cambridge University Press, Cambridge 2007, S. 64f.
136. ↑  Michael Hattaway: The Shakespearean History Play. In: Michael Hattaway (Hrsg.): The Cambridge Companion to Shakespeare’s History Plays. Cambridge University Press, Cambridge 2002, S. 3–24 (18f).
137. ↑  A. J. Hoenselaars: Shakespeare and the early modern history play. In: Michael Hattaway (Hrsg.): The Cambridge Companion to Shakespeare’s History Plays. Cambridge University Press, Cambridge 2002, S. 25–40, hier S. 28.
138. ↑  Herbert Weil, Judith Weil (Hrsg.): William Shakespeare: The First Part of King Henry IV. The New Cambridge Shakespeare. Cambridge University Press, Cambridge 2007, S. 20.
139. ↑  E.M.W: Tillyard: Shakespeares History Plays. 1944, S. 321. zitiert nach: Michael Hattaway: The Shakespearean History Play. In: Michael Hattaway (Hrsg.): The Cambridge Companion to Shakespeare’s History Plays. Cambridge University Press, Cambridge 2002, S. 3–24. (20)
140. ↑  Herbert Weil, Judith Weil (Hrsg.): William Shakespeare: The First Part of King Henry IV. The New Cambridge Shakespeare. Cambridge University Press, Cambridge 2007, S. 21.
141. ↑  Michael Hattaway: The Shakespearean History Play. In: Michael Hattaway (Hrsg.): The Cambridge Companion to Shakespeare’s History Plays. Cambridge University Press, Cambridge 2002, S. 3–24. (20)
142. ↑  Marjorie Garber: Shakespeare after all. Anchor Books, New York 2004, Henry IV Part 1, S. 313–342, (318). Paul Dean: Forms of time: some Elizabethean two-part history plays. Renaissance Studies, 4-4 (1990) S. 410–30 (410). Zitiert nach: Katherine A. Craik: Recent stage, film and critical interpretations. In: Herbert Weil, Judith Weil (Hrsg.): William Shakespeare: The First Part of King Henry IV. The New Cambridge Shakespeare. Cambridge University Press, Cambridge 2007, S. 64.
143. ↑  Katherine A. Craik: Recent stage, film and critical interpretations. In: Herbert Weil, Judith Weil (Hrsg.): William Shakespeare: The First Part of King Henry IV. The New Cambridge Shakespeare. Cambridge University Press, Cambridge 2007, S. 65.
144. ↑  “The historical world never takes on the illusion of full presence. The double plot (d. h.: Staatshandlung und komische Parallelhandlung) in the Henry IV plays, in fact, can be seen as a kind of allegory of mediation, representing in dramatic structure the split between the historical past that is represented and the theatrical mediation required to make it present.” Phyllis Rackin: Stages of History. S. 138, 139 und 238. Zitiert nach: Katherine A. Craik: Recent stage, film and critical interpretations. In: Herbert Weil, Judith Weil (Hrsg.): William Shakespeare: The First Part of King Henry IV. The New Cambridge Shakespeare. Cambridge University Press, Cambridge 2007, S. 65.
145. ↑  Dominique Goy-Blanquet: Elizabethan historiography and Shakespeare’s sources. In: Michael Hattaway (Hrsg.): The Cambridge Companion to Shakespeare’s History Plays. Cambridge University Press, Cambridge 2002, S. 57–70 (61).
146. ↑  Lily B. Campbell: Shakespeares Histories: Mirrors of Elizabethean Policy. San Marino 1947, S. 168–193. Zitiert nach: Dominique Goy-Blanquet: Elizabethan historiography and Shakespeare’s sources. In: Michael Hattaway (Hrsg.): The Cambridge Companion to Shakespeare’s History Plays. Cambridge University Press, Cambridge 2002, S. 61.
147. ↑  James C. Bulman: Henry IV, Parts 1 and 2. In: Michael Hattaway (Hrsg.): The Cambridge Companion to Shakespeare’s History Plays. Cambridge University Press, Cambridge 2002, S. 158–176 (165).
148. ↑  Reginald A. Foakes: Shakespeare and Violence. S. 9. Zitiert nach: Katherine A. Craik: Recent stage, film and critical interpretations. In: Herbert Weil, Judith Weil (Hrsg.): William Shakespeare: The First Part of King Henry IV. The New Cambridge Shakespeare. Cambridge University Press, Cambridge 2007, S. 65–68, (65).
149. ↑  Stephen Greenblatt: Shakespearean Negotiations: The Circulation of Social Energy in Renaissance England. 1988. Vgl. den Text online: "The Circulation of Social Energy"
150. ↑  Stephen Greenblatt: Invisible Bullets. Vgl. den Text online: "Invisible Bullets"
151. ↑  Tom McAlindon: Testing the new historicism: „Invisible Bullets“ reconsidered. In: Studies in Philology, 92 (1995), S. 411–438 (412f). zitiert nach: Katherine A. Craik: Recent stage, film and critical interpretations. In: Herbert Weil, Judith Weil (Hrsg.): William Shakespeare: The First Part of King Henry IV. The New Cambridge Shakespeare. Cambridge University Press, Cambridge 2007, S. 65f.
152. ↑  David Scott Kastan: Shakespeare after Theory. 1999, S. 129 und 133. Zitiert nach: Katherine A. Craik: Recent stage, film and critical interpretations. In: Herbert Weil, Judith Weil (Hrsg.): William Shakespeare: The First Part of King Henry IV. The New Cambridge Shakespeare. Cambridge University Press, Cambridge 2007, S. 66.
153. ↑  Wilfrid Braun (Hrsg.): King Henry IV, Part I. König Heinrich IV., Teil I. Englisch-deutsche Studienausgabe. Stauffenburg, Tübingen 2010. Akt I, 2, 22f.
154. ↑  Understanding the Politics of the Play. In: David Scott Kastan (Hrsg.): King Henry IV. Part 1. The Arden Shakespeare. Third Series. Cengage Learning, London 2002, S. 33–43, (35, 43)
155. ↑  William Empson: Seven Types of Ambiguity. New Directions, New York 1947, S. 102–133.
156. ↑  Richard Helgerson: Forms of Nationhood: The Elizabethan Writing of England. 1994, S. 234, 245. Zitiert nach: Katherine A. Craik: Recent stage, film and critical interpretations. In: Herbert Weil, Judith Weil (Hrsg.): William Shakespeare: The First Part of King Henry IV. The New Cambridge Shakespeare. Cambridge University Press, Cambridge 2007, S. 66.
157. ↑  Howard Erskine-Hill: Poetry and the Realm of Politics: Shakespeare to Dryden. 1996, S. 80. Zitiert nach: Katherine A. Craik: Recent stage, film and critical interpretations. In: Herbert Weil, Judith Weil (Hrsg.): William Shakespeare: The First Part of King Henry IV. The New Cambridge Shakespeare. Cambridge University Press, Cambridge 2007, S. 67.
158. ↑  Charles Whitney: Festivity and topicality in the Conventry scene of 1 Henry IV. English Literary Renaissance, 24, 1996, 410-448, (418f). Zitiert nach: Katherine A. Craik: Recent stage, film and critical interpretations. In: Herbert Weil, Judith Weil (Hrsg.): William Shakespeare: The First Part of King Henry IV. The New Cambridge Shakespeare. Cambridge University Press, Cambridge 2007, S. 68.
159. ↑  Katherine A. Craik: Recent stage, film and critical interpretations. In: Herbert Weil, Judith Weil (Hrsg.): William Shakespeare: The First Part of King Henry IV. The New Cambridge Shakespeare. Cambridge University Press, Cambridge 2007, S. 68.
160. ↑  Holger Klein (Hrsg.): William Shakespeare: King Henry IV., Part 1. König Heinrich IV., Teil 1. Englisch/Deutsch. Reclam, Stuttgart 2013, S. 133.
161. ↑  W. H. Auden: The dyer’s Hand and other Essays. 1962: (Falstaff is a fat man, who) “… looks like a cross between a very young child and pregnant mother.” Zitiert nach: Herbert Weil, Judith Weil (Hrsg.): The First Part of King Henry IV. The New Cambridge Shakespeare. Cambridge University Press, Cambridge 2007, S. 40 und 71.
162. ↑  Herbert Weil, Judith Weil (Hrsg.): The First Part of King Henry IV. The New Cambridge Shakespeare. Cambridge University Press, Cambridge 2007, S. 71.
163. ↑  Wilfrid Braun (Hrsg.): William Shakespeare: King Henry IV, Part I. König Heinrich IV., Teil I. Englisch-deutsche Studienausgabe. Stauffenburg Verlag, Tübingen 2010, Akt II, 4, 193-195, S. 154 f: “… gross as a mountain, open, palpable” (deutsch: „… du niederträchtiger, abstoßender, speckiger Fettklumpen.“)
164. ↑  Valerie Traub: Gender and Sexuality in Shakespeare. In: Margareta de Grazia, Stanley Wells (Hrsg.): The Cambridge Companion to Shakespeare. Cambridge University Press, Cambridge 2001, S. 136: “Mistress Quickly and Doll Tearsheet … make enough money selling alcohol and their bodies to oversee their own establishment and command their own servants.”
165. ↑  Valerie Traub: Gender and Sexuality in Shakespeare. In: Margareta de Grazia, Stanley Wells (Hrsg.): The Cambridge Companion to Shakespeare. Cambridge University Press, Cambridge 2001, S. 136.
166. ↑  Jean E. Howard and Phyllis Racking: Engendering a Nation. A feminist account of Shakespeare’s English Histories. 1977, S. 172, 170 und 164. zitiert nach: Herbert Weil, Judith Weil (Hrsg.): The First Part of King Henry IV. The New Cambridge Shakespeare. Cambridge University Press, Cambridge 2007, S. 72. FN 2.
167. ↑  Maurice Morgann: An essay on the dramatic character of Sir John Falstaff. (1777), Neu wiedergegeben in: G. K. Hunter (Hrsg.): King Henry IV Parts 1 & 2: A Casebook. (1970), S. 25–55. Zitiert nach: Katherine A. Craik: Recent stage, film and critical interpretations. In: Herbert Weil, Judith Weil (Hrsg.): William Shakespeare: The First Part of King Henry IV. The New Cambridge Shakespeare. Cambridge University Press, Cambridge 2007, S. 68.
168. ↑  Hugh Grady: Falstaff: subjectivity between carnival and the aesthetic. Modern Language Review, 96 (2001), S. 609–623, (609). Zitiert nach: Katherine A. Craik: Recent stage, film and critical interpretations. In: Herbert Weil, Judith Weil (Hrsg.): William Shakespeare: The First Part of King Henry IV. The New Cambridge Shakespeare. Cambridge University Press, Cambridge 2007, S. 68f.
169. ↑  Barbara Everett: The Fatness of Falstaff: Shakespeare and character. Proceedings of the British Academy, 76 (1991), S. 109–128, (124). Zitiert nach: Katherine A. Craik: Recent stage, film and critical interpretations. In: Herbert Weil, Judith Weil (Hrsg.): William Shakespeare: The First Part of King Henry IV. The New Cambridge Shakespeare. Cambridge University Press, Cambridge 2007, S. 68.
170. ↑  Harold Bloom: Shakespeare. Die Erfindung des Menschlichen. Berlin Verlag, Berlin 2000, S. 25.
171. ↑  Harold Bloom: Shakespeare. Die Erfindung des Menschlichen. Berlin Verlag, Berlin 2000, S. 397.
172. ↑  Katherine A. Craik: Recent stage, film and critical interpretations. In: Herbert Weil, Judith Weil (Hrsg.): William Shakespeare: The First Part of King Henry IV. The New Cambridge Shakespeare. Cambridge University Press, Cambridge 2007, S. 69f.
173. ↑  Katherine A. Craik: Recent stage, film and critical interpretations. In: Herbert Weil, Judith Weil (Hrsg.): William Shakespeare: The First Part of King Henry IV. The New Cambridge Shakespeare. Cambridge University Press, Cambridge 2007, S. 70.
174. ↑  Wilfrid Braun (Hrsg.): King Henry IV, Part I. König Heinrich IV., Teil I. Englisch-deutsche Studienausgabe.  Stauffenburg, Tübingen 2010, S. 170f, II,4,383f: “… that roasted Manningtree ox with the pudding in his belly.” Manningtree ist eine Stadt in Essex, die für ihre Viehmärkte bekannt war.
175. ↑  David Scott Kastan (Hrsg.): William Shakespeare: King Henry IV. Part 1. The Arden Shakespeare. Third Series. Bloomsbury, London 2002, S. 79.
176. ↑  Herbert Weil, Judith Weil (Hrsg.): William Shakespeare: The First Part of King Henry IV. The New Cambridge Shakespeare. Cambridge University Press, Cambridge 2007, S. 43.
177. ↑  Herbert Weil, Judith Weil (Hrsg.): William Shakespeare: The First Part of King Henry IV. The New Cambridge Shakespeare. Cambridge University Press, Cambridge 2007, S. 43.
178. ↑  David Scott Kastan (Hrsg.): William Shakespeare: King Henry IV. Part 1. The Arden Shakespeare. Third Series. Bloomsbury, London 2002, S. 80.
179. ↑  David Scott Kastan (Hrsg.): William Shakespeare: King Henry IV. Part 1. The Arden Shakespeare. Third Series. Bloomsbury, London 2002, S. 80.
180. ↑  Herbert Weil, Judith Weil (Hrsg.): William Shakespeare: The First Part of King Henry IV. The New Cambridge Shakespeare. Cambridge University Press, Cambridge 2007, S. 43.
181. ↑  David Scott Kastan (Hrsg.): William Shakespeare: King Henry IV. Part 1. The Arden Shakespeare. Third Series. Bloomsbury, London 2002, S. 80.
182. ↑  Herbert Weil, Judith Weil (Hrsg.): William Shakespeare: The First Part of King Henry IV. The New Cambridge Shakespeare. Cambridge University Press, Cambridge 2007, S. 43. Die kurze Erwähnung im New Cambridge Shakespeare. lautet: "... the only other performance record was of 'ould Castel', probably Shakespeare’s play, at the 'Cocpit' at court in 1638. Das Cockpit Theatre befand sich an der Drury Lane, daher bezieht sich der Hinweis auf das sogenannt „Royal Cockpit“ auch Cockpit-in-Court genannt, eine private Aufführungsstätte im Palace of Whitehall.
183. ↑  my expectation beeing too great. zitiert nach: Herbert Weil, Judith Weil (Hrsg.): William Shakespeare: The First Part of King Henry IV. The New Cambridge Shakespeare. Cambridge University Press, Cambridge 2007, S. 43.
184. ↑  David Bevington (Hrsg.): William Shakespeare: Henry IV, Part I. The Oxford Shakespeare. Oxford University Press, Oxford 1987, S. 69. Vgl. auch den online zugänglichen Text: The Wits, or, Sport upon sport.
185. ↑  Herbert Weil, Judith Weil (Hrsg.): William Shakespeare: The First Part of King Henry IV. The New Cambridge Shakespeare. Cambridge University Press, Cambridge 2007, S. 44.
186. ↑  Wilfrid Braun (Hrsg.): King Henry IV, Part I. König Heinrich IV., Teil I. Englisch-deutsche Studienausgabe. Stauffenburg, Tübingen 2010, S. 37.
187. ↑  „ragamuffin“ = Lumpenkerl und Weiberheld. Herbert Weil, Judith Weil (Hrsg.): William Shakespeare: The First Part of King Henry IV. The New Cambridge Shakespeare. Cambridge University Press, Cambridge 2007, S. 44f.
188. 1 2  Wilfrid Braun (Hrsg.): King Henry IV, Part I. König Heinrich IV., Teil I. Englisch-deutsche Studienausgabe. Stauffenburg, Tübingen 2010, S. 38.
189. ↑  Wilfrid Braun (Hrsg.): King Henry IV, Part I. König Heinrich IV., Teil I. Englisch-deutsche Studienausgabe. Stauffenburg, Tübingen 2010, S. 38 f.
190. ↑  Wilfrid Braun (Hrsg.): King Henry IV, Part I. König Heinrich IV., Teil I. Englisch-deutsche Studienausgabe. Stauffenburg, Tübingen 2010, S. 40f.
191. ↑  Der Hofarzt von König Ludwig XIII. berichtet, der Dauphin habe die Fechtkünste der Schauspieler anlässlich eines Besuches in Fontainebleau mit den Worten Tiph, toph, milord imitiert. Die wird als eine Reminiszenz an 2 Henry IV, II,1,187f. angesehen. Wilfrid Braun (Hrsg.): King Henry IV, Part I. König Heinrich IV., Teil I. Englisch-deutsche Studienausgabe. Stauffenburg, Tübingen 2010, S. 42.
192. ↑  Wilfrid Braun (Hrsg.): King Henry IV, Part I. König Heinrich IV., Teil I. Englisch-deutsche Studienausgabe. Stauffenburg, Tübingen 2010, S. 42, Fußnote 87.
193. ↑  Der Text ist als Google-Digitalisat einsehbar:  Die lustigen Abenteuer an der Wienn. Zu Pelzl vgl. Isabel Kunz: Inkle und Yariko. Der Edle Wilde auf den deutschsprachigen Bühnen des ausgehenden 18. Jahrhunderts. Dissertation, Universität München, 2007 (PDF).
194. ↑  Wilfrid Braun (Hrsg.): King Henry IV, Part I. König Heinrich IV., Teil I. Englisch-deutsche Studienausgabe. Stauffenburg, Tübingen 2010, S. 43.
195. ↑  Er beschäftigte sich lieber mit der Farbenlehre, die Arbeit daran gereute ihn keineswegs, „obgleich ich die Mühe eines halben Lebens hineingesteckt habe. Ich hätte vielleicht ein halb Dutzend Trauerspiele mehr geschrieben, das ist alles, und dazu werden sich noch Leute genug nach mir finden.“ Zitiert nach Albrecht Schöne: Goethes Farbentheologie. C.H. Beck, München 1987, S. 8.
196. ↑  Wilfrid Braun (Hrsg.): King Henry IV, Part I. König Heinrich IV., Teil I. Englisch-deutsche Studienausgabe. Stauffenburg, Tübingen 2010, S. 44.
197. ↑  Wilfrid Braun (Hrsg.): King Henry IV, Part I. König Heinrich IV., Teil I. Englisch-deutsche Studienausgabe. Stauffenburg, Tübingen 2010, S. 44–46.
198. ↑  Wilhelm Hortmann: Shakespeare und das deutsche Theater im XX. Jahrhundert. Mit einem Kapitel über Shakespeare auf den Bühnen der DDR von Maik Hamburger. Henschel-Verlag, Berlin 2001, S. 175.
199. ↑  Wilhelm Hortmann: Shakespeare und das deutsche Theater im XX. Jahrhundert. Mit einem Kapitel über Shakespeare auf den Bühnen der DDR von Maik Hamburger. Henschel-Verlag, Berlin 2001, S. 182.
200. ↑  Wilhelm Hortmann: Shakespeare und das deutsche Theater im XX. Jahrhundert. Mit einem Kapitel über Shakespeare auf den Bühnen der DDR von Maik Hamburger. Henschel-Verlag, Berlin 2001, S. 146f. Die Aufführung fand vermutlich am Schillertheater statt, Hortmann macht dazu keine Angaben. Da das Theater aber in dieser Zeit umgebaut wurde, könnte auch ein anderer Spielort in Frage kommen.
201. ↑  Wilhelm Hortmann: Shakespeare und das deutsche Theater im XX. Jahrhundert. Mit einem Kapitel über Shakespeare auf den Bühnen der DDR von Maik Hamburger. Henschel-Verlag, Berlin 2001, S. 147.
202. ↑  Jan Kott: Shakespeare heute. 3. Auflage. Alexander, Berlin 2013, S. 64.
203. 1 2  Wilfrid Braun (Hrsg.): King Henry IV, Part I. König Heinrich IV., Teil I. Englisch-deutsche Studienausgabe. Stauffenburg, Tübingen 2010, S. 47.
204. ↑  Wilfrid Braun (Hrsg.): King Henry IV, Part I. König Heinrich IV., Teil I. Englisch-deutsche Studienausgabe. Stauffenburg, Tübingen 2010, S. 48 f.
205. ↑  Wilfrid Braun (Hrsg.): King Henry IV, Part I. König Heinrich IV., Teil I. Englisch-deutsche Studienausgabe. Stauffenburg, Tübingen 2010, S. 49 f.
206. ↑  Wilfrid Braun (Hrsg.): King Henry IV, Part I. König Heinrich IV., Teil I. Englisch-deutsche Studienausgabe. Stauffenburg, Tübingen 2010, S. 51 f.
207. ↑  James N. Loehlin: The Shakespeare Handbooks. Henry IV: Parts I and II. A Guide to the Texts and their theatrical lives. MacMillan, New York 2008, S. 192.
208. ↑  Eine Technik, die er später auch bei seiner Neuverfilmung von Hitchcocks „Psycho“ vornimmt. Vgl.: James N. Loehlin: The Shakespeare Handbooks. Henry IV: Parts I and II. A Guide to the Texts and their theatrical lives. MacMillan, New York 2008, S. 193.